# タイの歴史

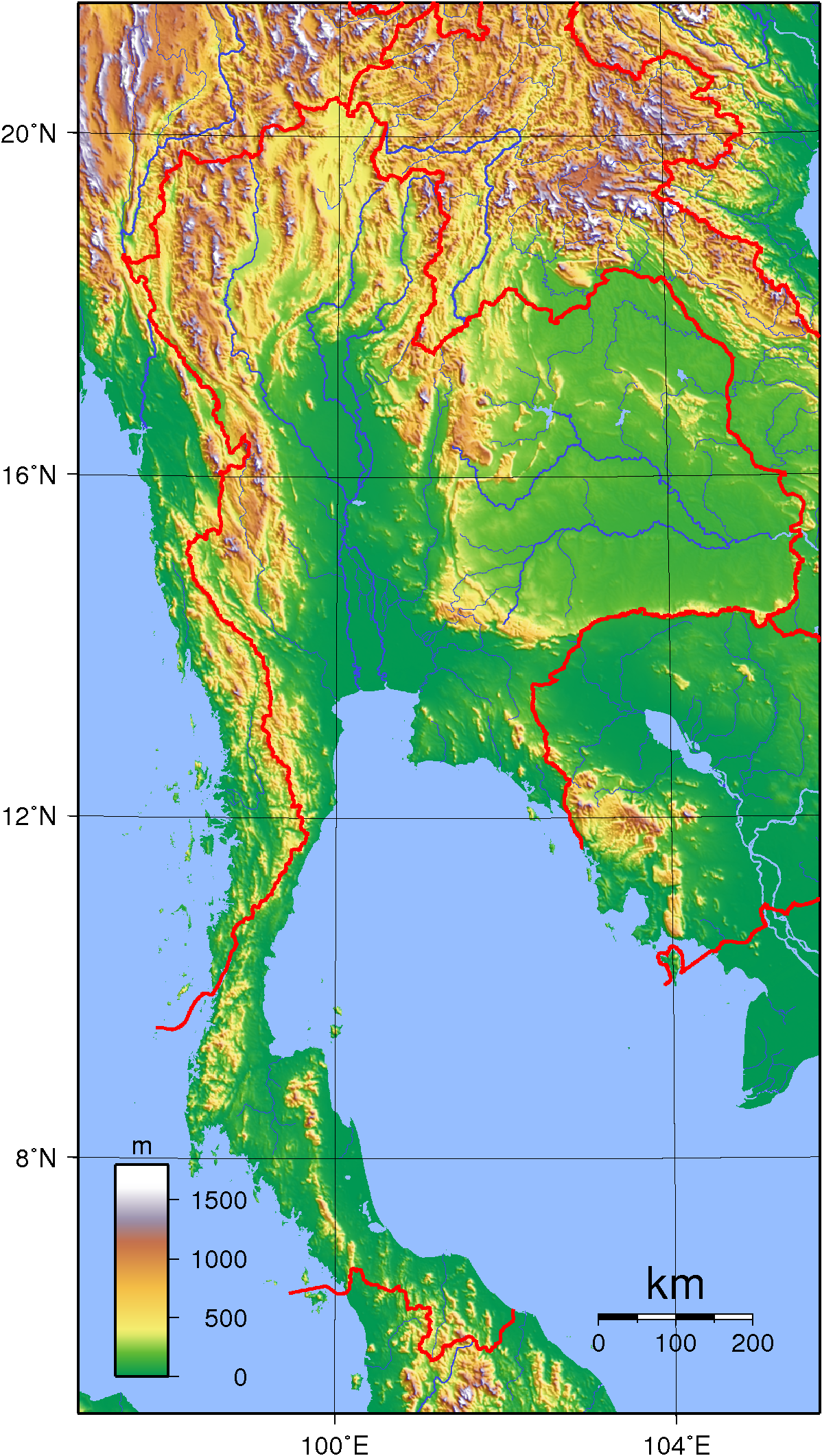
タイの地勢図

タイの歴史（タイのれきし）は、タイ王国における歴史を時代ごとに概説する。

## 先史時代
東南アジアにおける人類（ホモ・エレクトス）の居住は、50万年以上遡り、タイ北部のラムパーン県からは100万年-50万年前とされる痕跡が認められている。現生のヒトがタイの地域に住み始めたのは旧石器時代からである。タイ各地に点在した当時の人々は、部族単位で移動しながら洞窟や岩陰などに住み、狩猟・採集・漁労により生活していた。中石器時代となる約1万年前には世界的な気候の温暖化が進み、海面の上昇により地形は大きく変化したが、東南アジアは位置的環境より動植物相はあまり変化しなかったことから、打製石器を用いた生活形態が長く続いた。これらの石器を使用した1万1000年前から7500年前の年代とされるホアビニアンによる中石器文化（ホビアン文化）が東南アジア各地に広く認められ、タイにも分布が見られる。

### 東北部

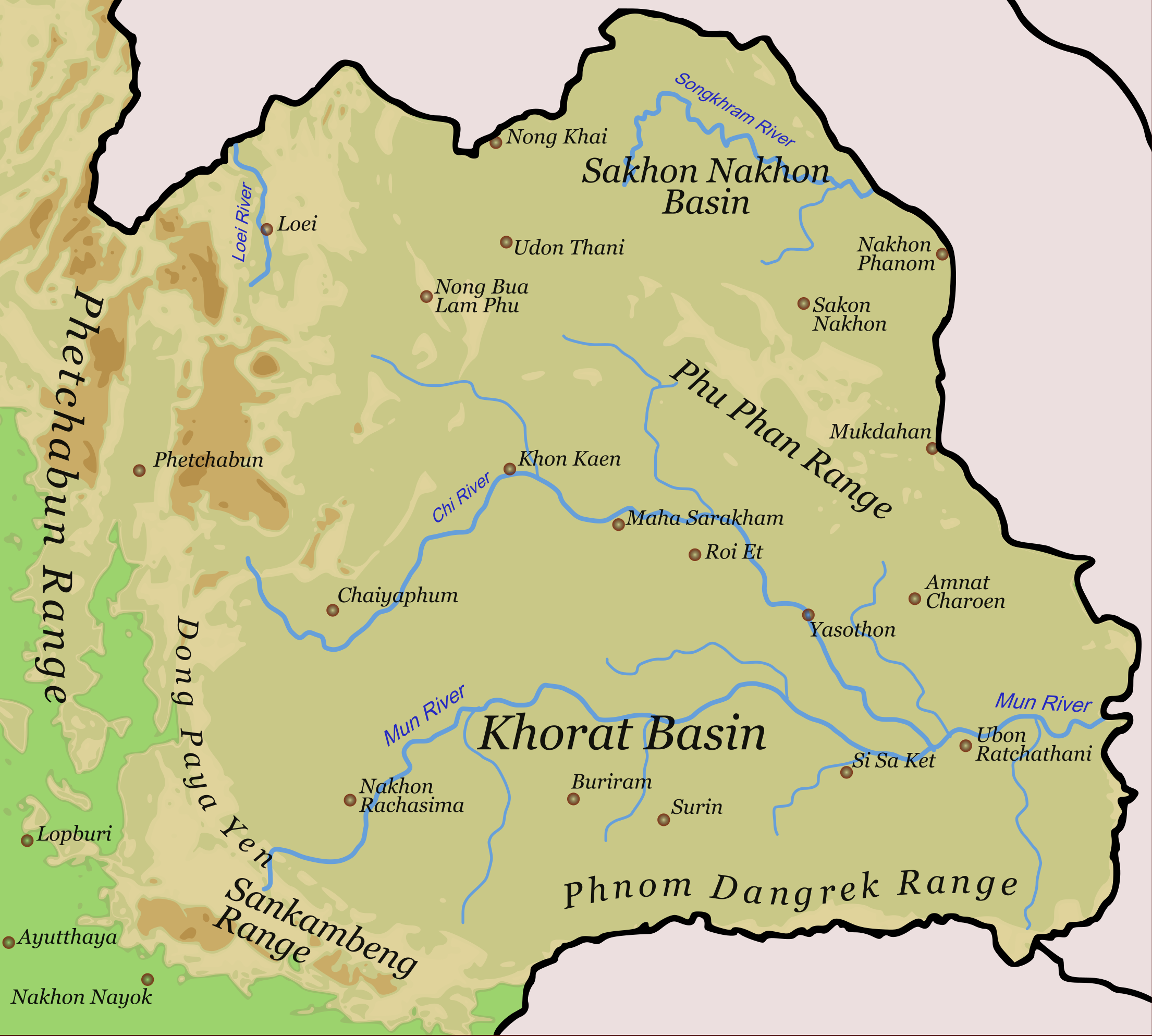
タイ東北部の地勢図

タイ東北部となるイーサーン地方のウボンラーチャターニー県の東端に位置するパーテームには、4000-3000年前に描かれた多くの岩絵が存在する。また、ウドーンターニー県のプープラバートの岩絵は約6000年前のものともいわれる。このほかノーンブワラムプー県の岩絵などは、中国南部の花山の岩絵などとの類似性が指摘される。なお、岩絵はタイ東北部のほか、北部、中部、南部にも認められる。
新石器時代になると様相が大きく変化し、稲作が認められる新石器文化が出現する。社会単位は、石器時代のうちに部族から集落に進展し、社会的な組織構成が進んだ。青銅器の時代になると、分散した村落（ムーバーン）から、よりまとまった「ムアン」（くに）へと発展していった。北部イーサーン地方のノンノクタやバーンチエン遺跡などの研究によると、紀元前2千年紀には、タイに初期の青銅器文化を持つ集落があったといわれる。この発展に伴い水稲の耕作が認められ、続く紀元前3世紀までにはタイ東北部で製鉄が開始されたと考えられる。青銅器やそれに続く鉄器においては、タイのほか中国南部やベトナム北部に同様の文化が拡散していた。

## 民族

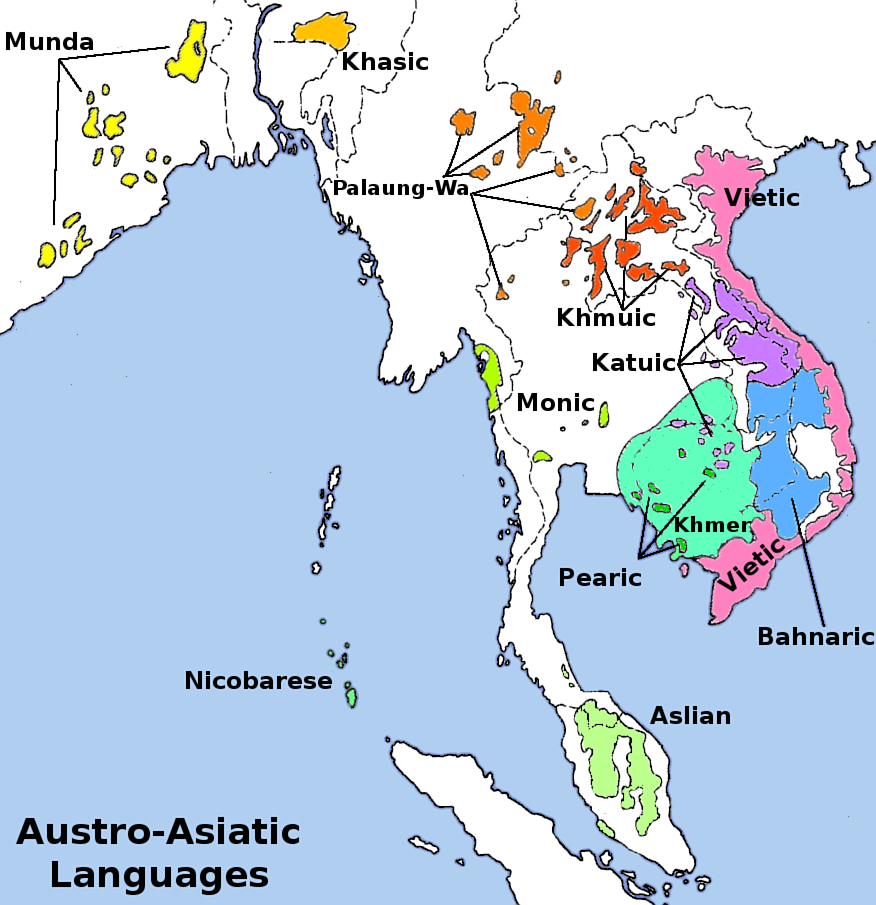
オーストロアジア語族の分布
クメール語
モン語

タイ・カダイ語族の分布
北部タイ語
中央タイ語
南西タイ語

東南アジアのネグリトであるマニ族がタイ南部の先住民としてマレー半島に住み、かつてはアンダマン諸語のような言語を話したとされるが、現在はオーストロアジア語族に分類されるモン・クメール語派のケンシウ語（マニ語）を話すことから、後に新しい言語を受容したと考えられている。次いで、東南アジアのモン・クメール語派の言語をもつモン族およびクメール族が到達していたとされる。
紀元前2世紀頃より、中国からインド、地中海を結ぶ東西交易におけるシルクロードの「海の道」とも呼ばれる海路が注目されるようになると、遠回りのマラッカ海峡を航行せず、マレー半島を横断するルートが併用されていった。そのマレー半島の付け根を横断する地点に存在したと漢文史料に記された頓遜（典孫）はモン語系民族であったと考えられる。また、3-5世紀頃になると、タイ南部には、盤盤、狼牙脩（ランカスカ）といった交易勢力も存在したことが記されており、狼牙脩は後のパタニ（パッターニー）であるとされる。
現在のタイに居住し、一般にタイ人と呼ばれる主たる民族であるタイ族は、タイ・カダイ語族に属する民族であり、中国の揚子江以南の地域がその起源であると考えられる。やがて黄河流域より勢力を拡大した漢民族の圧迫を受けるようになると、およそ6-7世紀に中国南部から主に南下もしくは西方に向かって移住し始めたとされ、11-12世紀になるとメコン川に沿って大ムアンが成立していった。

## 古代国家

### シュリーヴィジャヤ

8世紀頃のシュリーヴィジャヤの勢力図

タイ南部は、7世紀頃に成立したシュリーヴィジャヤ（室利仏逝）の影響下にあった。シュリーヴィジャヤは、交易の要衝であるマラッカ海峡周辺の多くの港市国家を支配し、タイ南部のチャイヤーは、海上交易を支配する10世紀からのシュリーヴィジャヤ（「三仏斉」）の都の1つであったとされる。また、ナコーンシータンマラート（リゴール）の775年の碑文により、8世紀後半にはジャワに興ったシャイレーンドラ朝に属するようになったことが知られる。

### ドヴァーラヴァティー

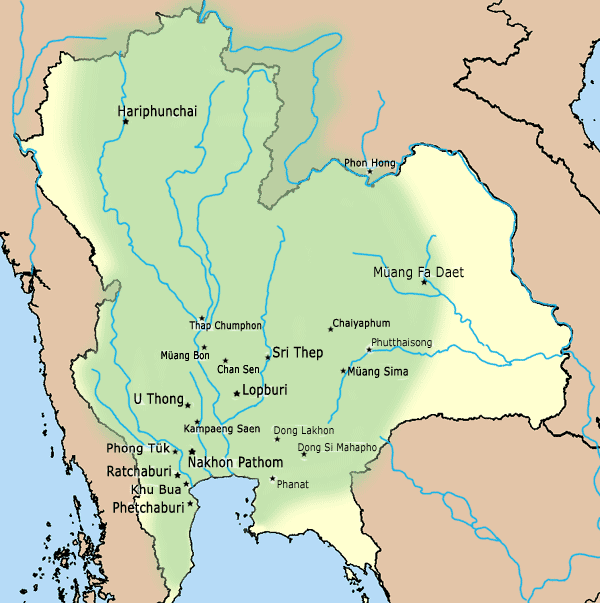
ドヴァーラヴァティーの勢力図

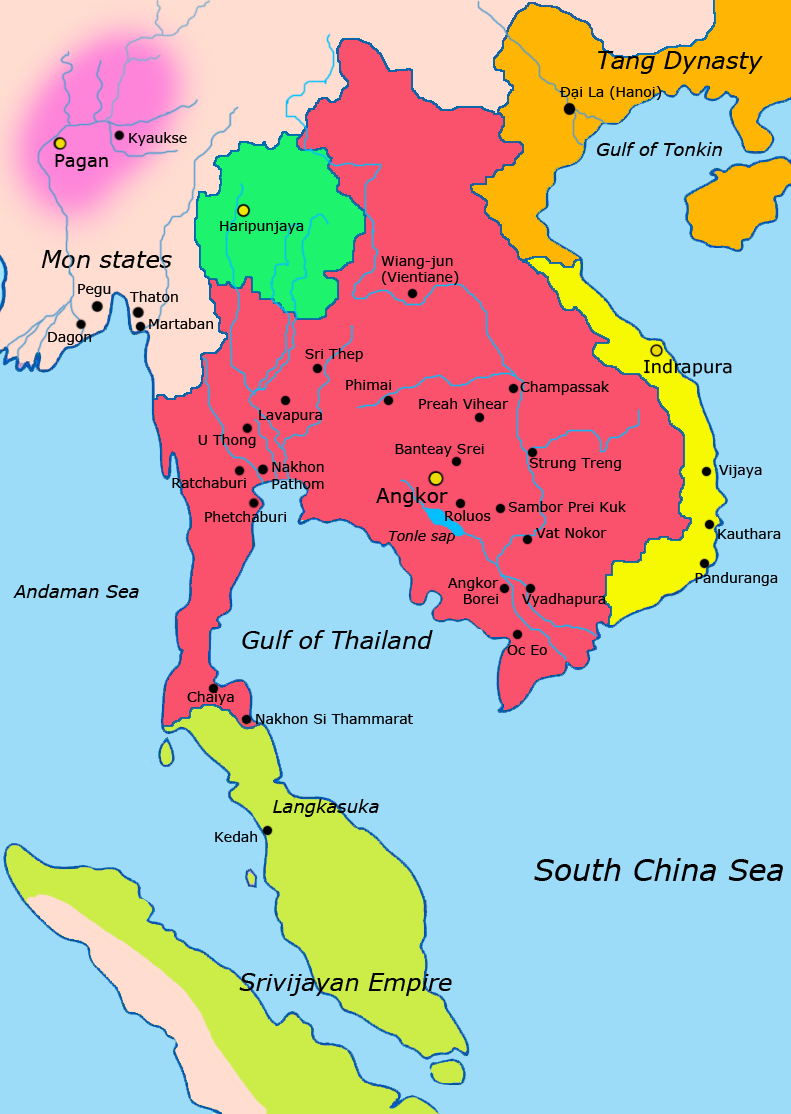
西暦900年頃の勢力図
クメール
ハリプンチャイ
シュリーヴィジャヤ

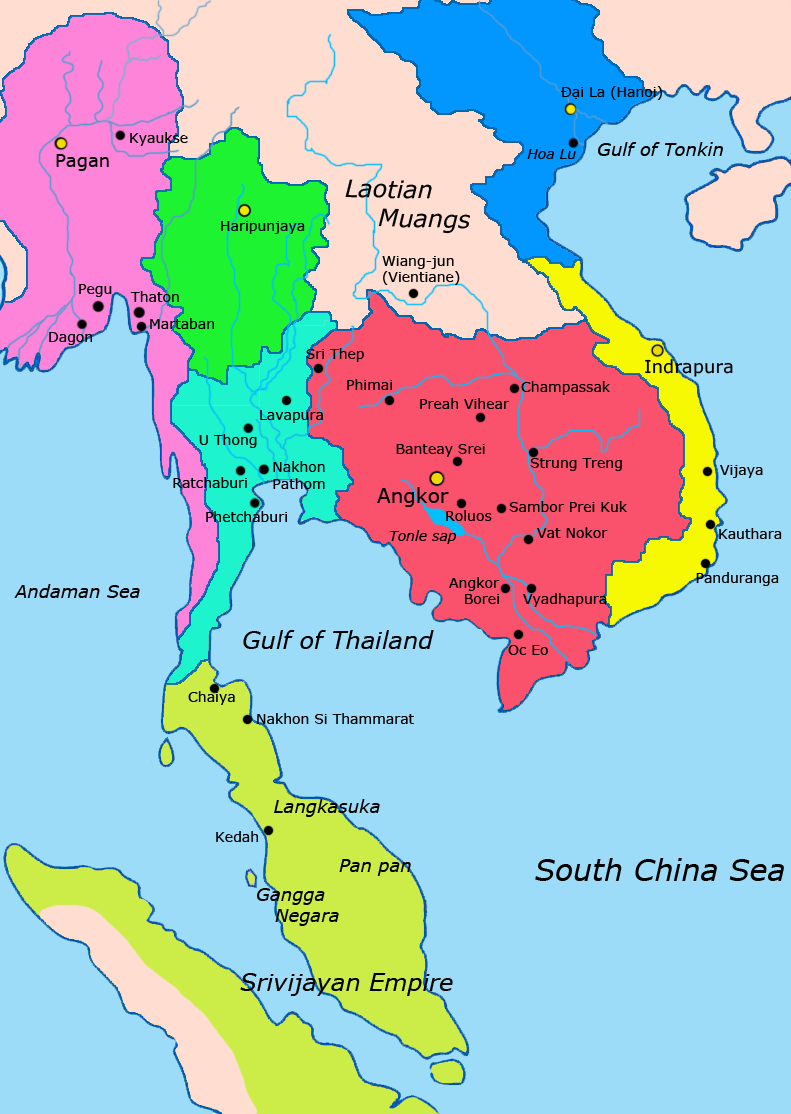
1000-1100年頃の勢力図
クメール
ラヴォ
ハリプンチャイ
シュリーヴィジャヤ
パガン

6世紀末より11世紀頃まで、タイ中部のナコーンパトムを中心とした広範囲なモン族の連合国家であるドヴァーラヴァティーが繁栄した。
タイ仏教史においては、紀元前3世紀頃、アショーカ王が諸国に遣わした伝道者による上座部仏教が、ドヴァーラヴァティーの都ナコーンパトムで信仰され始めたといわれる。それは伝道の地名にあるインド古語（サンスクリット）のスヴァルナブーミ（suvarṇabhūmi、タイ語: スワンナプーム、suphannaphum、「黄金の地」の意）を、中国ではドヴァーラヴァティーと呼称したとして、同一の地であるという説による。ナコーンパトムは「最初の町」の意（ナコーン〈Nakorn〉「町」、パトム〈Pathom〉「最初」）で、当地にはアショーカ王時代の創建といわれるタイ最古の仏塔（チェーディー）を内包するプラ・パトムチェーディーも存在するが、考古学的証拠ならびに仏教年代記によると、プラ・パトムチェーディーの当初の建設は4-6世紀であったと考えられる。

#### ラヴォ王国
モン族の連合国家ドヴァーラヴァティーの時代には、ラヴォ（ロッブリー〈羅斛〉）は既に中心地の1つであったが、9世紀頃よりクメール王朝の影響を受けるようになると、クメールの拠点としてドヴァーラヴァティーより独立したラヴォ王国が建国された。
11世紀初頭にクメールの王スーリヤヴァルマン1世（在位1002-1050年）が即位すると、チャオプラヤー川流域まで領土を拡大したクメールに領有された。その後、1113年に即位したスーリヤヴァルマン2世（在位1113-1150年）が死去すると、ラヴォはクメールから離反する動きを見せ、1155年に中国に使節を送っているが、クメールの支配は13世紀まで続き、ジャヤーヴァルマン7世（在位1181-1218年/1220年）の時代のものとされるクメール建築様式の寺院プラーン・サームヨートの存在が知られる。
13世紀中頃、タイ族によるスコータイ王朝の成立により、クメールのラヴォの支配は衰退した。13世紀末にはタイ族の勢力が強まり、1289年より1299年まで元に使節を送るなど独立に動き、14世紀のアユタヤ王朝成立の頃には、同じくかつてドヴァーラヴァティーの中心地の1つであったスパンブリーとともに重要な位置を占めるようになっていた。

#### ハリプンチャイ王国
伝説によれば、7世紀、ドヴァーラヴァティーのもとにあったラヴォの王が、王女チャーマテーウィー（チャマデヴィ、パーリ語: Cāmadevī）をハリプンチャイ（ラムプーン）に送ったことにより王国が成立したといわれる。しかし、11世紀以前の史料はなく、ハリプンチャイの繁栄は11-13世紀であったとされる。12世紀にはクメールのスーリヤヴァルマン2世が進出し、その後、1292年、タイ族のラーンナー王国の侵入により占領され壊滅した。

### 真臘（クメール）
クメール族の真臘は、同じくクメール族の扶南国の属国であったが、5世紀中頃にはシーテープなどを支配下に置き、7世紀初頭、王マヘンドラヴァルマン（チトラセナ）もしくは次のイシャーナヴァルマン1世の時代に扶南を占領した。706年頃、陸真臘と水真臘に分裂したと中国の史料にあり、陸真臘はサンブヴァルマン (Shambhuvarman) が建国し、沿海部はラージェンドラヴァルマン1世が支配したともいわれる。8世紀中頃から水真臘はジャワのシャイレーンドラ朝に侵攻されていたが、9世紀初頭、クメール王朝として独立した。クメール王朝はその後、タイ東北部（イーサーン）よりタイ中部、マレー半島北部へと支配を拡大していった。

### ラーンナー王国
メコン支流のコック川流域のタイ北部には、タイ・ユアン族 (Tai Yuan) を中心に、タイ族のムアンの連合としてヨーノック (Yonok) とも呼ばれる国家的形態の1つが認められ、グンヤーン（チエンセーン）辺りを中心としたその成立は11世紀から12世紀頃であったと考えられる。
グンヤーンにおいて、タイ・ルー族 (Tai Lue) の君主マンラーイが1259年に即位すると、支配域を広げるとともに南に侵出し、1262年に首都をグンヤーンからチエンラーイに、1269年にはファーンに移した。1281年には、7年間進入を企てていたモン族のハリプンチャイ王国（ラムプーン）を攻撃し、壊滅させた。1296年、マンラーイは新しく建設したチエンマイに遷都し、ラーンナー王国（チエンマイ王国）を建国した。

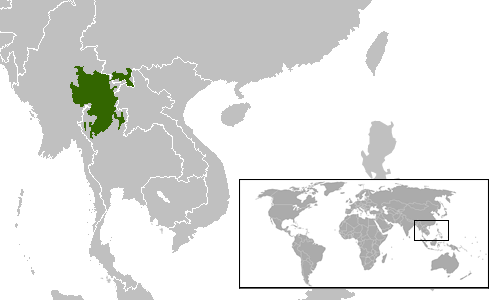
15世紀のラーンナーの王ティローカラート時代の勢力図

1338年、ラーンナーの第4代王カムフー（在位1334-1336年〈1338-1345年〉）は、タイ族のパヤオ王国を併合した。その後、第9代王ティローカラート（在位1441〈1442〉-1487年〉）の時代には、1443年にプレーに侵攻してプレー王国を併合し、さらに1448年頃にはナーンのカーオ王国を併合するなど著しく勢力が拡大した。また、アユタヤ・ラーンナー戦争では、1450年から1462年にティローカラートは数度にわたり南進し、アユタヤ王朝と衝突した。
ラーンナーの繁栄は、第11代王ケーオ（在位1495-1525年）まで続いたが、治世末期の1523年、チェントゥンに出兵し敗北したことで、多くの権力者や兵士らを失った。さらに1524年には水害もあり、人材と人口の減少が国内を大きく疲弊させたことが一因となり、ラーンナーは衰退の一途をたどった。王位の混乱のうちに、1546年にはラーンサーン王朝からセーターティラートを招いてラーンナーの国王に据えたが、2年後、セーターティラートが王位を継ぐためラーンサーンに戻ると、さらに混乱は増した。1551年、ムアンナーイよりメクティ（メーク、在位1551-1564年）が招かれ王位に就いたが、1558年、ビルマの侵攻によりラーンナーはタウングー王朝の属国となった。

## スコータイ王朝

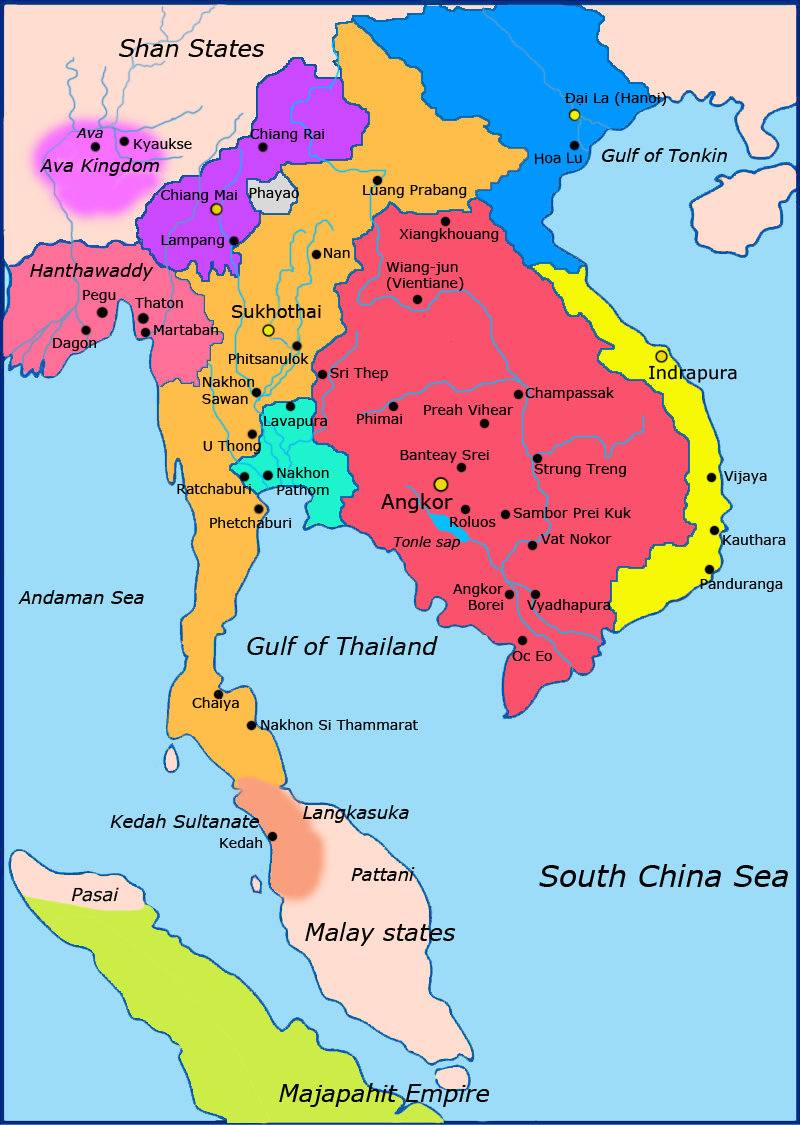
1300年頃の勢力図
スコータイ
クメール
ラヴォ
ラーンナー
ペグー

クメールの王ジャヤーヴァルマン7世が死去した後、クメール王朝が衰退し始めると、1240年頃、タイ族の指導者バーンクラーンハーオ（シーインタラーティット、在位1240-1270年頃）がパームアンとともに、クメールの支配するラヴォ王国より独立を宣言し、スコータイのクメール領主を追いやりスコータイ王国を建国したとされる。その後、スコータイには数多くの仏教寺院が建立されたが、そこにはスコータイ王朝以前のジャヤーヴァルマン7世の時代に築かれたクメール建築様式のワット・プラパーイルワンも残存する。
スコータイ王朝の初代王シーインタラーティットの子である第3代王ラームカムヘーン（在位1279-1298年頃）の時代に、支配する領域は大きく拡大していった。スコータイ王国はラーンナー王国とも同盟を結んでいた。ラームカムヘーンは、1292年のタイ語最古のラームカムヘーン大王碑文「スコータイ第一刻文」で知られ、タイ文字を考案したとされる。また、上座部仏教を国教として推進した。
しかし、ラームカムヘーンが死去すると、副都シーサッチャナーライを統治していた長子ルータイ（在位1298-1346年頃）が王位に就いたが、各地で離反が相次ぎ、スコータイ王朝は衰退していった。その後、第6代のリタイ（在位1347-1368年頃）が即位して周辺を治めた後、都をスコータイから平定した属領ピッサヌロークに移した。
この時代に成立したアユタヤ王朝の圧力が次第に増し、さらにその攻勢が強まると、1378年、第7代王サイルータイ（マハータンマラーチャー2世、在位1368-1398年頃）の時代に属国となった。その後、1438年に第9代王マハータンマラーチャー4世（在位1419-1438年）が死去し、スコータイの王位継承者が絶えたことで、スコータイ王朝は実質的にアユタヤ王朝に吸収された。

## アユタヤ王朝

### 前期

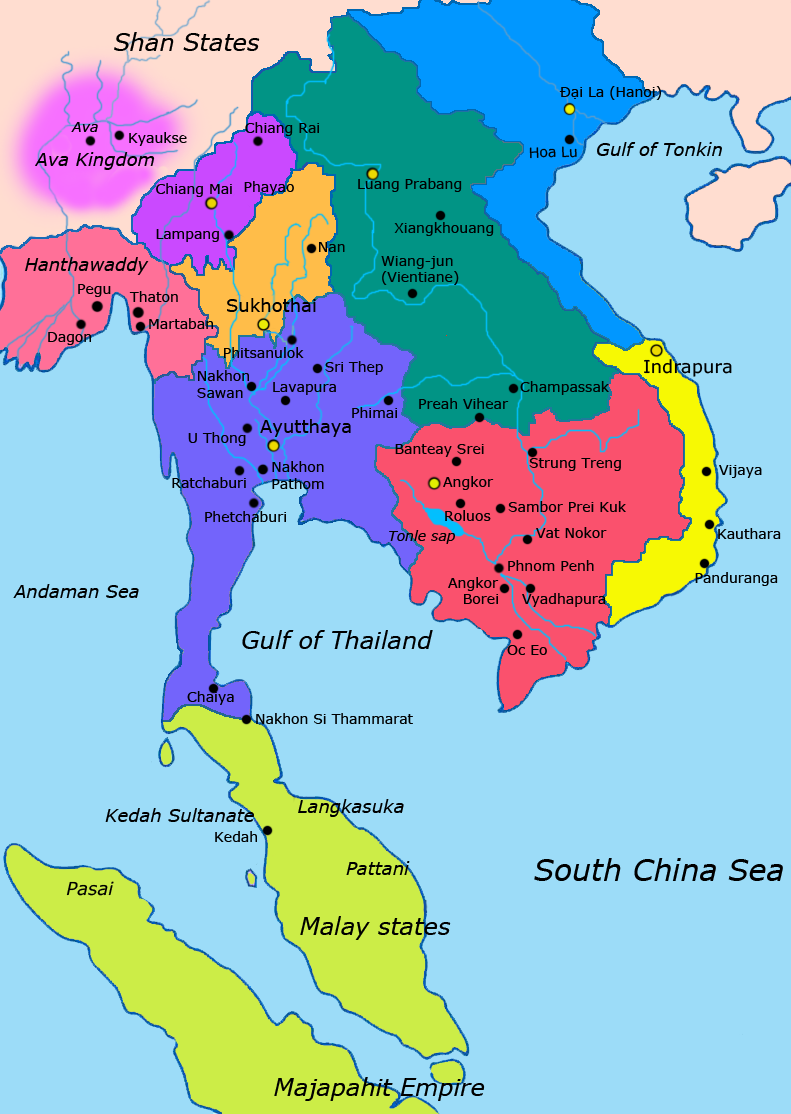
1400年頃の勢力図
アユタヤ
スコータイ
クメール
ラーンナー
ラーンサーン
ペグー

スコータイ王朝の衰退の後、1351年、ウートーン（ラーマーティボーディー1世）がチャオプラヤー川と支流のロッブリー川およびパーサック川が合流する要衝に、アユタヤ王朝前期の「アヨータヤー」の都を開いたとされる。この時代、ウートーンの出身地ともいわれるスパンブリーやロッブリーの存在が大きかったが、ウートーンがラーマーティボーディー1世（在位1351-1369年）として即位すると双方を連携させ、スパンブリーを義兄（王妃の兄）パグワに、ロッブリーを王子ラーメースワンに統治させた。
1369年にラーマーティボーディー1世が死去し、ラーメースワン（在位1369-1370年〈後1388-1395年〉）が即位したが、翌1370年、王位を迫ったスパンブリーのパグワが、ボーロマラーチャー1世（在位1370-1388年）として王の座に就いた。しかし、ボーロマラーチャーの死後、王子トーンチャン（在位1388年）が即位したのを機に、ロッブリーより攻勢に出たラーメースワン（在位1388-1395年）が再び王位に就いた。その後、ラーメースワンが死去すると、王子ラーマラーチャー（在位1395-1409年）が王位を継承したが、1409年に王位を追われ、それ以降は1569年、ビルマに占領されるまでスパンブリー王家の時代が続いた。
1438年、スコータイ王朝の王位継承者が途絶えたことで、スコータイ王家の血を引く第8代王トライローカナート（在位1448-1488年）が王子ラーメースワンの時代にスコータイの王都ピッサヌロークを統治し、1431年にクメール王朝を攻略してアンコールを崩壊させた第7代王サームプラヤー（ボーロマラーチャー2世、在位1424-1448年）が死去すると、17歳で王位を継承した。トライローカナート（「三界の王」の意）の治世はその後40年間続き、サクディナー制（位階田）を定めるなど支配機構を整備した。

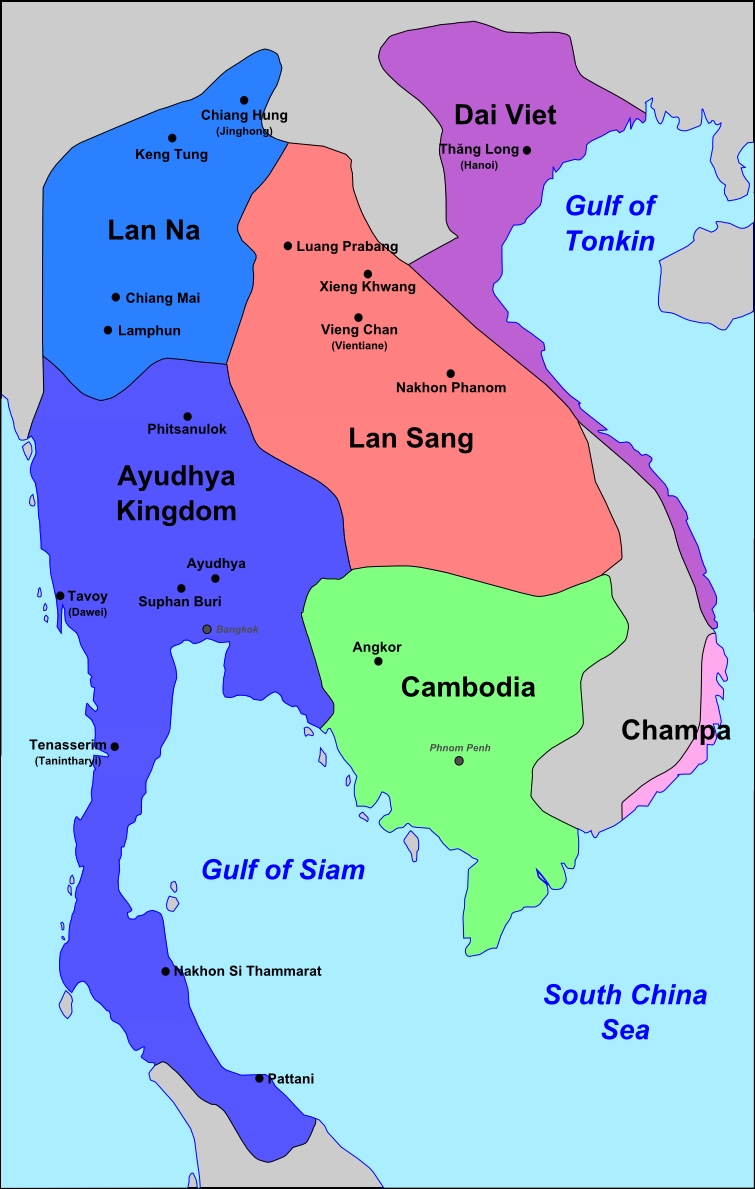
1540年頃の勢力図
アユタヤ
ラーンナー
ラーンサーン
カンボジア

一方、ビルマのタウングーを拠点とするタウングー王朝の領土拡大に伴い、1540年、タウングーの王タビンシュエーティー（在位1531-1550年）が、この時代に最も多く渡来していたポルトガル人の鉄砲隊700人の傭兵を雇用し、軍事力を高めていた。第一次緬泰戦争（1548-1549年）では、タウングー王朝の将バインナウンがアユタヤに侵攻したが、アユタヤの第16代王チャクラパット（在位1548-1569年）も防衛にポルトガル人の傭兵を雇用して侵攻を阻んでいる。この戦いでは、1549年に王チャクラパット（「転輪聖王の意）が危機に陥った際、王妃シースリヨータイが身を挺して命を助けたといわれる。
1551年、タウングーの王となったバインナウン（在位1551-1581年）は、現在のシャン州となる東部のシャン族を制圧し、1558年にはラーンナーに侵攻して征服した。第二次緬泰戦争（1563-1564年）では、占領したラーンナーの軍を率いたバインナウンがアユタヤ王朝のピッサヌロークを制圧した。その後、1568年に再びアユタヤに侵攻し、翌年、アユタヤはビルマに占領された。このビルマ軍に協力したピッサヌロークのマハータンマラーチャー（在位1569-1590年）が、ビルマ支配下の属国アユタヤの第18代王に就いた。

### 後期
1581年にタウングー王朝のバインナウンが死去した後、タウングーが混乱状態になると、1584年、マハータンマラーチャーの子ナレースワンは機が熟したと見て、アユタヤの独立を宣言する。1590年に王位を継いだナレースワン（在位1590-1605年）は、ビルマ軍を退け、1594年にはタウングーへ侵攻した（緬泰戦争〈1594-1605年〉）。1595年、ペグー（バゴー）の戦いに勝利し、要衝のマルタバンを奪い返した。1598年にラーンナーを属国とすると、1599年には再びペグーからタウングーにかけて侵攻した。この第19代王ナレースワンの時代に「アユッタヤー」（「無敵の国」の意）の勢力範囲は最大にまで拡大し、また、交易とともに対外関係の構築が進められた。
1605年にナレースワンが死去し、弟のエーカートッサロット（在位1605-1610/11年）の時代になると、一層対外交易を進展させた。イギリス（イギリス東インド会社）は1605年にパタニ、1612年にはアユタヤでの商業活動が許可された。
港市アユタヤの第21代王ソンタム（在位1611-1628年）は、日本人約800人（200-800人）を傭兵として雇い、アユタヤ日本人町は隆盛を極めた。1612年頃アユタヤに渡来した山田長政は、津田又左右衛門を筆頭とする日本人義勇兵（クロム・アーサー・イープン、Krom Asa Yipun）に入ると頭角を現わし、王ソンタムに殊遇された。しかし1628年のソンタム死去による王位継承争いの後、第24代王としてプラーサートトーン（在位1629-1656年）が王位に就くと、1630年頃、王の命令で山田長政は暗殺され、アユタヤ日本人町は一時焼き払われた。その後、2年のうちに日本人町は再興されたが、間もなく日本の鎖国により朱印船貿易が廃止され、唐船による長崎への貿易は続いたものの、日本人の往来は途絶えることとなった。この時代に日蘭関係を持つオランダが進出した。

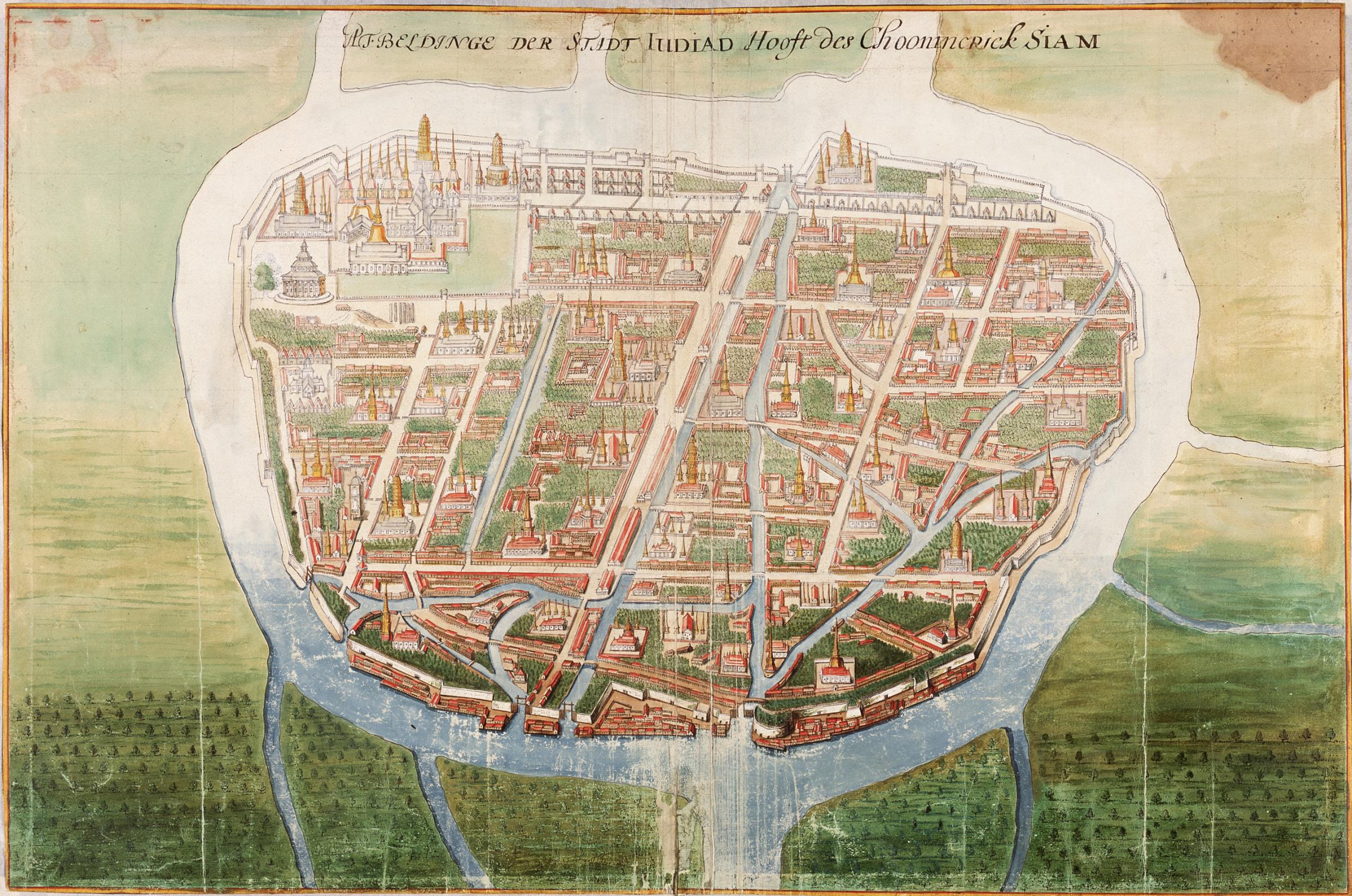
1665年頃のアヤタヤの鳥瞰図

1656年、プラーサートトーンが死去すると、王位を巡る争奪の後、プラーサートトーンの子ナーラーイ（在位1656-1688年）が第27代王として即位した。ナーラーイは1661年にラーンナーに攻め込み、1662年にはビルマのペグーまで侵攻した。このビルマへの侵攻によりインド洋側のテナセリムの港市メルギーを支配して交易を発展させるなど、この時代に港市国家アユタヤの繁栄は最盛期を迎えた。
アユタヤ王室による唐船を利用した独占貿易に対して、イギリスやオランダが対立姿勢を示すようになると、1663年11月から翌1664年2月にかけて、オランダ（オランダ東インド会社）は武装した2隻の船でチャオプラヤー川を封鎖し、中国人の唐船を捕獲するなどして一定の貿易の独占を要求した。ナーラーイはこの要求を受け入れ、1664年8月に条約を締結した。このチャオプラヤー川封鎖の事態を踏まえ、王ナーラーイは1665年、国に大事があった時のためにアユタヤより上流のロッブリーを副都として王宮（プラ・ナーラーイ・ラチャニウェート）を建設した。

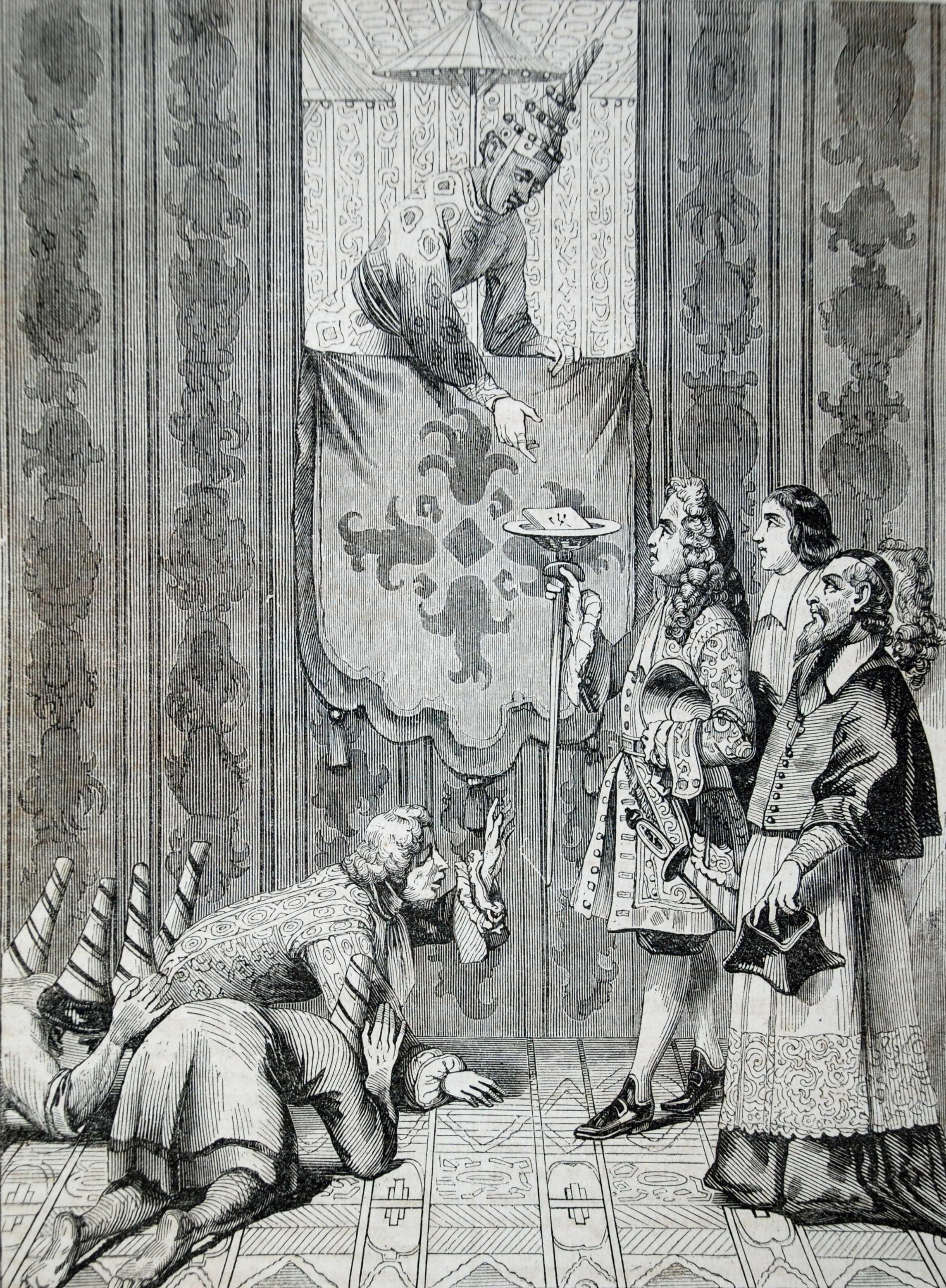
王ナーラーイに謁見しルイ14世の親書を渡すフランス大使ショーモン

ナーラーイはまた、イギリスやオランダとの対向により、タイを訪れたフランスの宣教師と接触し、1673年にはルイ14世と教皇に親書を送り、1680年以降、フランスに4度使節を派遣した。1685年12月にはコーサーパーンがフランスに3度目のアユタヤ大使として派遣され（訪仏シャム大使 ）、1686年9月、ルイ14世に謁見し、翌年9月に帰国している。フランスも1685-1687年に使節を派遣したが、1687年9月、フランス（フランス東インド会社）が6隻の軍艦により500人の兵とともにイエズス会の神父を送り、王ナーラーイにカトリックへの改宗や、交易の拠点としてトンブリー（現在のトンブリー区）とメルギーへの駐屯を求めたことにより、フランス勢力に対する危機が台頭した。1688年3月に王ナーラーイが重病になると、反フランス勢力によるシャム革命が勃発した。最高顧問であったコンスタンティン・フォールコンが6月に処刑され、7月に王ナーラーイが死去するとペートラーチャー（在位1688-1703年）が第28代王として即位し、フランス勢力を一掃した。

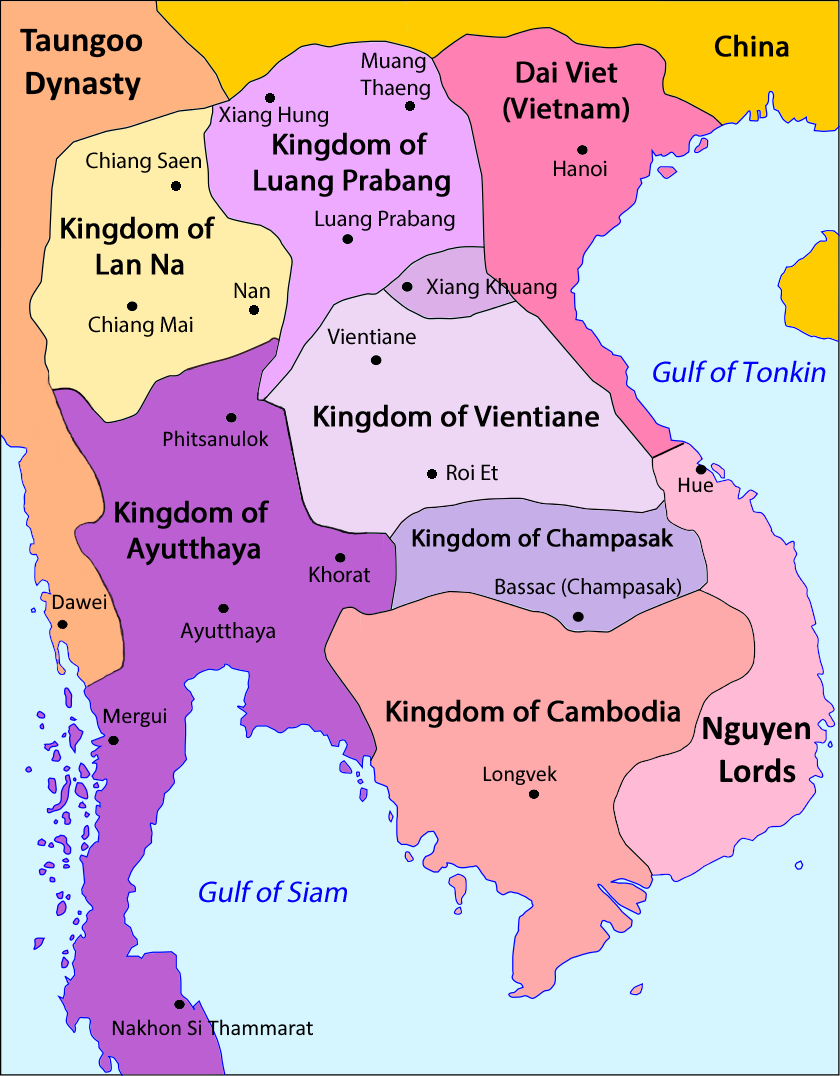
1750年頃の勢力図
アユタヤ
ラーンナー
ルアンパバーン
ヴィエンチャン
チャンパーサック
カンボジア
ビルマ

アユタヤ王朝は16世紀、1516年にポルトガルとの条約締結に始まり、ヨーロッパと接触したが、中国との関係が古くより最も重要であった。1709年に王位に就いた第30代王プーミンタラーチャー（ターイサ〈「池の端」の意〉、在位1709-1733年）の時代、中国貿易を中心にタイ米の輸出が開始され、オランダ領ジャワ（オランダ東インド会社）やイギリス領インド（イギリス東インド会社）にも輸出された。また、ベトナムと手を結んだカンボジア内の勢力に対して1720年に派兵し主権を維持した。しかし、次の第31代王ボーロマコート（在位1733-1758年）の時代もカンボジアの親タイ派と親ベトナム派の対立が続くと、1749年、再びカンボジアに派兵し属国とした。しかし、ボーロマコートが死去すると王室の権力争いが顕著になり、アユタヤ王朝の勢力は低下した。
アユタヤ王朝は、400年以上の繁栄の後、ビルマに興ったコンバウン王朝との泰緬戦争（1759-1760年）により、テナセリム（タニンダーリ）、マルタバン（モッタマ）、タヴォイ（ダウェイ）を失った。その後、コンバウン王朝の侵攻による1765年からの泰緬戦争（1765-1767年）により、ついに1767年4月、首都アユタヤは攻め落とされ、アユタヤ王朝は滅亡した。

## トンブリー王朝
1766年から1769年にかけて清緬戦争が勃発し、1776年にはコンバウン王朝のビルマ軍がタイ領からほぼ撤収して圧力が弱まったこともあり、華僑の父とタイ人の母をもつタークシンが、華僑の支援のもと、1767年10月に奪還した要衝トンブリーを拠点としてアユタヤのビルマ勢力を排除することに成功し、1768年12月末にタークシン（在位1768-1782年）は王位に就いた。トンブリー王朝は新首都トンブリーを拠点にアユタヤを取り戻すとともに支配域を回復し、さらに拡大を図った。カンボジアに対しては、王座を巡る争いに介入し、1771年よりカンボジアに2度侵攻している。また、ラーンサーンは18世紀初頭、ルアンパバーン王国、ヴィエンチャン王国、チャンパーサック王国に分裂していたが、1778年にはヴィエンチャンとチャンパーサックを攻略し、ルアンパバーンを属国とした。
しかし、1770年代末より仏教に専心し、やがて精神的に偏重性を示したとされる王タークシンは、1782年初頭、クーデターにより追い詰められ、カンボジア遠征から戻ったチャオプラヤー・チャクリーにより同年4月6日処刑された。

## チャクリー王朝
チャオプラヤー・チャクリーはラーマ1世（在位1782-1809年）として王を継ぎ、後にプラプッタヨートファーチュラーロークと呼ばれるチャクリー王朝（ラッタナーコーシン王朝）の初代王となった。ラーマ1世は、右岸のトンブリーからチャオプラヤー川を渡った左岸に新しい首都バンコク（クルンテープ）を建設し、現在に続くチャクリー王朝が始まった。王宮および王宮内寺院のワット・プラケーオ（エメラルド寺院）が建造されると、ラーマ1世がかつてのヴィエンチャン攻略により持ち帰り、ワット・アルンに安置していたエメラルド仏を移して祀った。新都名にあるラッタナーコーシンとは「インドラ神の宝石」の意で、エメラルド仏のことを指す。

1809年のラッタナーコーシン王国の領域図

長くビルマの勢力下にあったラーンナーが1804年にビルマ軍を一掃したことで、チャクリー王朝の支配域に置かれるなど、この時代にトンブリー王朝よりさらに勢力は拡大した。ラーマ2世（在位1809-1824年）の時代になると、1821年にタイがナコーンシータンマラート王国によりケダ・スルタン国を征服し、統治を開始した。当時、ペナン島を1786年以来占領により領有していたイギリスは、貿易の混乱を恐れ、使節をバンコクに派遣して外交交渉を行ったがほとんど成功せずに終った。
19世紀、タイのラーマ1世以降の支配者がアジア地域におけるヨーロッパ列強の力を認識したのは、隣国のコンバウン王朝が1824年からの第一次英緬戦争によりイギリスに敗北し、一部領土を失うなど、ヨーロッパ諸国の脅威に晒されたことによる。ラーマ3世（在位1824-1851年）は、1826年、イギリスと通商条約（バーネイ条約）を締結し、1833年にはアメリカとも外交上の条約を交わした。
この時代、ベトナムで1802年に成立した阮朝が強勢になり、タイとベトナムとのカンボジアの覇権を巡る争いが大きくなった。タイがカンボジアの支配を狙って起こした泰越戦争（1831-1834年）において、1832年にタイはカンボジアに侵攻したが、ベトナム（阮朝）とともにカンボジアが反撃に転じると、タイは撤退し、1834年にはベトナムがカンボジアを掌握した。その後、タイが再びカンボジアの支配のために起こした泰越戦争（1841-1845年）の結果、1845年、タイとベトナム両国でカンボジアを共有する講和条約が締結された。この結果、1847年にアン・ドゥオンがカンボジア王に即位したが、密かにカンボジア領内の一定の支配権を得るため、シンガポールのフランス領事を通じてナポレオン3世に援助を要請しようとした。しかし、それは事前にタイに情報が漏れたことで失敗に終わった。

### 近代化
タイがヨーロッパ勢力との間に国交を確立したのは、ラーマ3世の異母弟であるラーマ4世（モンクット、在位1851-1868年）と息子のラーマ5世（チュラーロンコーン、在位1868-1910年）の統治中のことであった。1840年からのアヘン戦争における大国の清の敗北はタイにとっても大きな衝撃であったが、この2人の君主の外交手腕がタイ政府の近代化改革（チャクリー改革）と結び付いたことによって、タイ王国はヨーロッパによる植民地支配から免れた東南アジアで唯一の国になった。タイはイギリスとフランスの植民地に挟まれて、両大国の緩衝国となったことも独立の維持に役立った。

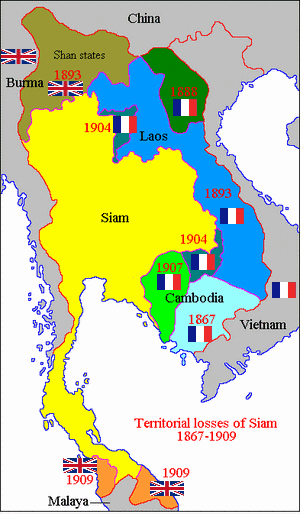
19世紀末-20世紀初頭のタイ領域の割譲
1867年フランスに
1888年フランスに
1893年フランスに
1893年イギリスに
1904年フランスに
1907年フランスに
1909年イギリスに

1852年の第二次英緬戦争の結果、イギリスは下ビルマを獲得していた。ラーマ4世は、1855年にイギリスと通商貿易に関する条約（ボウリング条約）を締結した。また、フランスは1862年にベトナム南部のコーチシナを獲得し、翌1863年にはカンボジアに保護国条約を結ばせると、タイはカンボジアの宗主権を主張し、カンボジアもタイに対する服属を複合的に示したが、1867年、ついにタイはフランスの求めに応じ、北西部を除くカンボジアのフランス支配権を認める条約を締結することとなった。
一方、1779年よりタイの属国となっていたルアンパバーン王国は、太平天国の乱の末裔の中国人匪賊として各地に侵攻したホーにより1872年以来襲撃された。タイが軍を派遣したことでいったん沈静化していたが、1885年、再度襲撃が活発になると、タイは討伐の軍を送り、フランスもまたシップソーンチュタイに軍を派遣した。これによりホーの襲撃は治まりを見せたが、ルアンパバーンにはフランス副領事館が置かれることとなった。その後、1887年にルアンパバーンは再びホーにより襲撃された。すでに軍は撤退しており、当時国王であったウンカムとその家族はこの襲撃により危機に晒されたが、フランス副領事館のオーガスト・パヴィにより救出され、逃亡に成功している。このホー軍の襲撃は、ルアンパバーンに国王を救出したフランスへの信頼感を産み出す契機となった。また、清仏戦争で1885年に清からベトナムに対する宗主権をフランスが奪取したことも、ルアンパバーン王国がフランスの保護を受け入れる選択を後押しした。ルアンパバーン王国のフランスによる保護国化を不服としたタイも、1893年の仏泰戦争（パークナム事件）に敗戦した結果、ラオスがフランス保護下に置かれることが確定し、1899年、ラオスはフランス領インドシナに編入された。
イギリスは1885年の第三次英緬戦争の結果、1886年にはビルマ全域を獲得していた。1890年代にイギリスとフランスが、ビルマとラオスの接するメコン川に向い合うようになると、1896年、イギリス・フランス両国は、タイのチャオプラヤー川流域に関する英仏宣言を発表して紛争を回避し、タイをイギリス・フランス両国の緩衝地帯として残すことが定められた。1904年にはフランスとの協定でチャンタブリーがタイに返還される代わりに、ルアンパバーンのメコン川西岸（ラーンチャーン〈ラーンサーン〉）とチャンパーサックおよびマノープライ（ムルプレイ）、それにトラートとダーンサーイを割譲し、1907年の条約では、トラートとダーンサーイが返還されたが、タイはカンボジアのバタンバン、シェムリアップ、シソポンを割譲した。また、1909年のイギリスとの条約（英泰条約）において、現在のマレー半島の4州（クランタン・トレンガヌ・ケダ・プルリス）を割譲した。タイはこれらの条約の締結により多くの領土を手放したが、一方でチャオプラヤー川流域以外に、東北部およびマレー半島などのタイ領を維持した。
1910年、ワチラーウットがラーマ6世（在位1910-1925年）として王位を継承すると、王直属の義勇部隊である国土防衛隊「スアパー」（野虎隊〈猛虎団〉）を創設した。これに対して1912年には絶対君主制に反対し、立憲主義を求める軍部の青年により、初めての立憲革命計画ともいえるクーデター (英: Palace Revolt of 1912) が企てられたが、事前に発覚し100人以上が逮捕され失敗に終わった。しかし、この20年後に起こった立憲革命により、長きにわたった絶対君主制は幕を閉じることになる。

### 第一次世界大戦

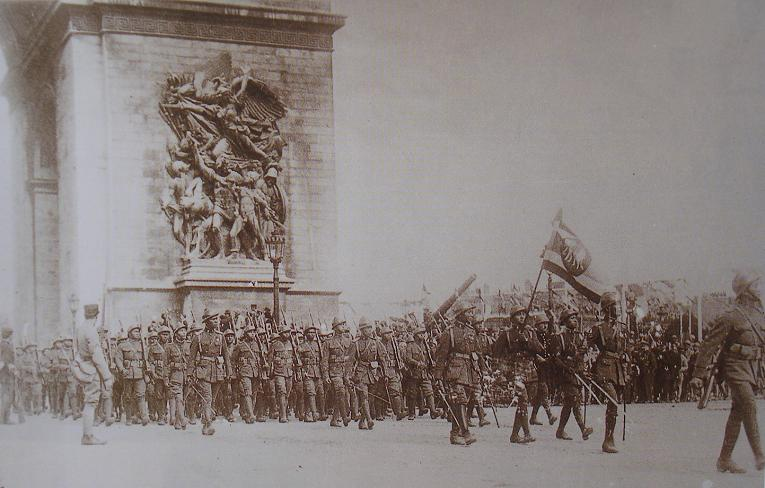
タイの遠征軍（1919年、パリ）

1914年7月28日、第一次世界大戦が勃発すると、タイは直後の8月6日に中立を宣言して戦況をうかがい、その後、1917年4月のアメリカ参戦により連合国が有利と見極めたラーマ6世は、7月22日に連合国側としてドイツ帝国およびオーストリア＝ハンガリー帝国に宣戦した。これにより列強諸国と並んだとして、同年9月28日、タイの国旗を連合国のイギリス・フランス・アメリカの国旗の色とも一致する現在の3色旗に変更した。タイはヨーロッパに自動車輸送部隊と飛行部隊となる遠征軍（英: Siamese Expeditionary Forces）1200人余りを派遣し、輸送部隊の一部はフランス軍とともに一時ドイツの戦地に配備された。この参戦により戦勝国の地位を得たタイは、1919年のパリ講和会議に列席し、国際連盟にも参加した後、イギリスやフランスなどと結ばれた不平等条約の改正を進め、1937年にはこれらの条約が全て改正された。

### 立憲革命

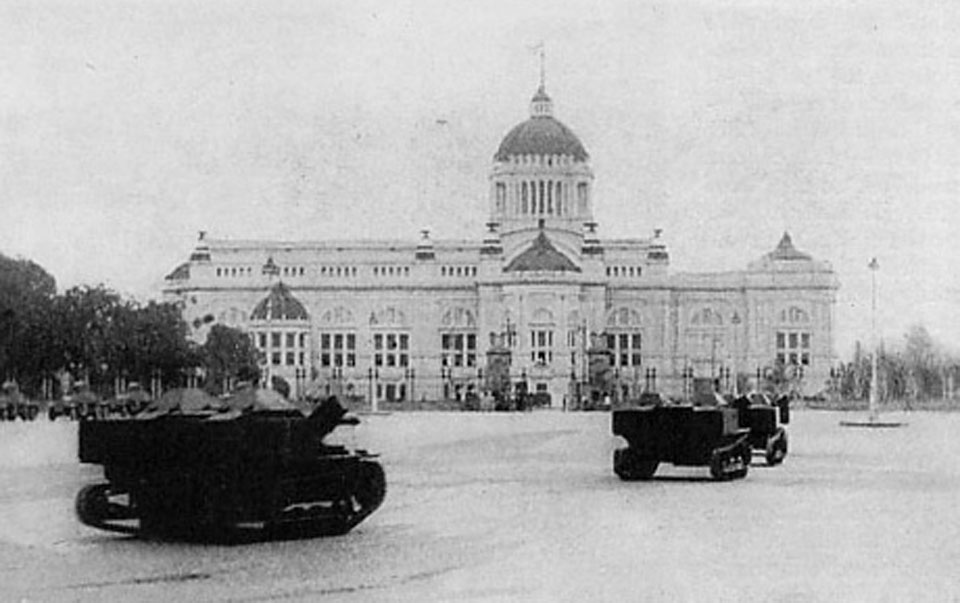
立憲革命時のアナンタサマーコム殿（バンコク）

1925年にラーマ6世の末弟プラチャーティポックがラーマ7世（在位1925-1935年）として王位を継承すると、前王の近代化政策による財政悪化の改善を図ったが、1929年に始まった世界恐慌をきっかけにタイの財政が再び悪化し、絶対王政に対する不満が高まっていった。1927年、ヨーロッパに留学していた学生7人により、タイの政治体制の変革を目指す秘密結社として結成された人民党が、1932年初頭、立憲改革を目論む軍の内部グループと結束し、同年6月24日、バンコクでクーデターによる「立憲革命」を決行した。
ラーマ7世は人民党の要求を受諾し、6月27日に臨時憲法が制定されたことで、王や王族は存続するものの、タイの政治体制は絶対君主制（絶対王政）から立憲君主制へと移行した。これに基づき直ちに翌28日、国会として人民代表議会が開会されたが、議会は一院制であり、全員が人民党の任命議員であった。この議会において同日、王室との仲介役として非人民党員のプラヤー・マノーパコーン（在任1932-1933年）が首相に選出された。また、12月10日には新憲法が公布されたが、この恒久憲法も実質的に10年後の選挙まで人民党単独政権を確保できるものであった。
立憲革命の後、翌1933年には人民党を主導する急進派の政策案により穏健派との決裂が生じたことで早くも政情が不安定となる。6月20日、一部急進派と人民党派軍部がクーデターを起こし、その指導者として擁立されたブラヤー・パホン（1933-1938年）が首相に就任した。これに対して10月11日、元陸軍大臣のボーウォーラデート親王の反乱により東北部の軍が進攻したが失敗し、親王はフランス領インドシナに亡命した。また、人民党政府に反発したラーマ7世も、1935年3月、当時9歳の甥ラーマ8世（アーナンタマヒドン、在位1935-1946年）に王位を譲った。
その後、人民党の当初からの構成員であり、1933年のクーデターの中心にもいたプレーク・ピブーンソンクラーム（在任1938-1944年〈後1948-1957年〉）が実権を握り首相に就くと、1939年6月、国名を「シャム」から「タイ」に変更した。

### 第二次世界大戦

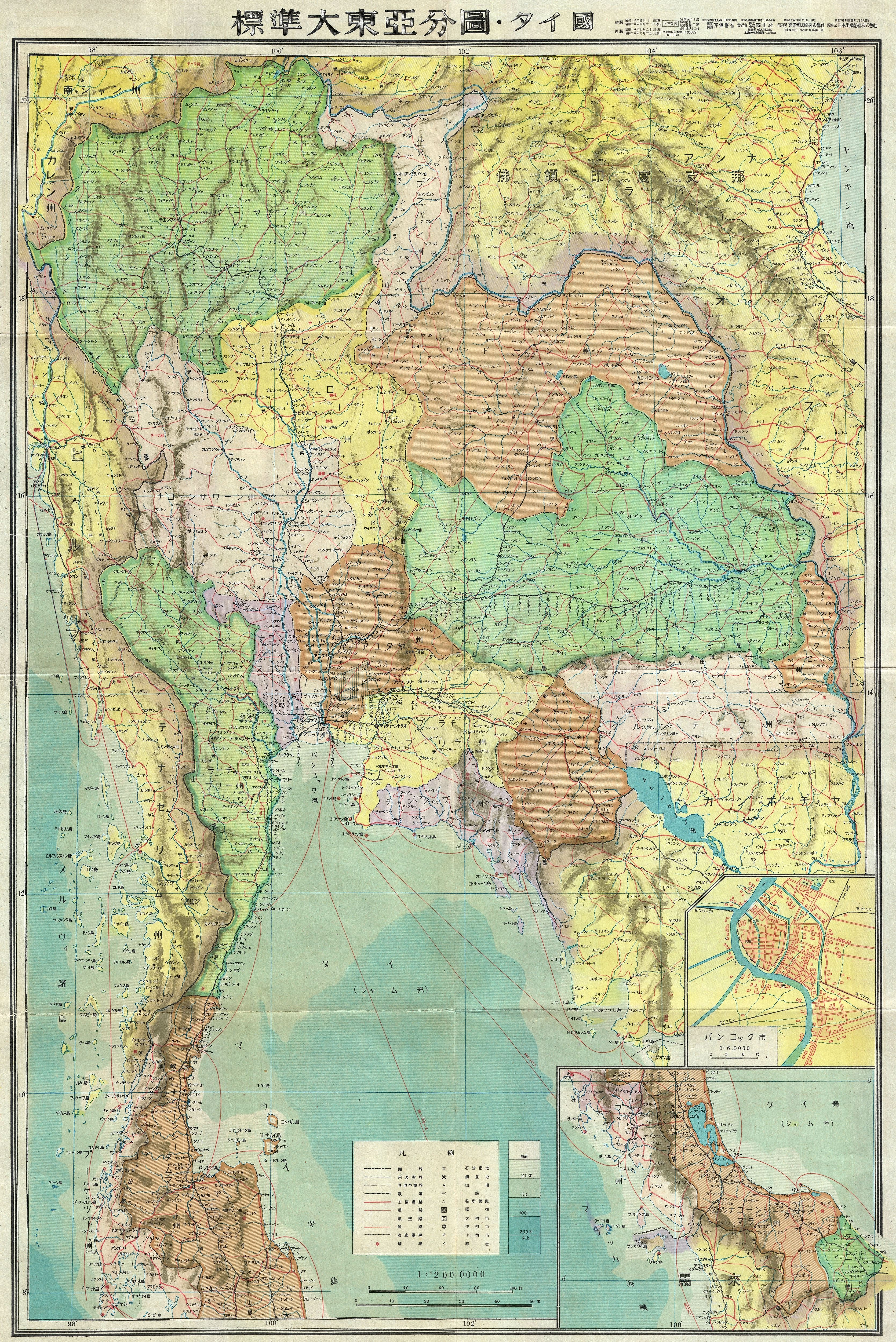
第二次世界大戦中のタイの日本地図(1943年)

1939年9月にヨーロッパで第二次世界大戦が勃発し、直後にタイは中立宣言を出したが、1940年9月に日本軍がフランス領インドシナに進駐すると、ピブーンソンクラームはこの変化を機にフランス領インドシナと国境紛争を起こした。タイの要求を拒否したフランスは11月28日にタイ側を空爆し、タイ・フランス領インドシナ紛争の開戦となった。翌1941年1月にはフランスの優勢が見えたが、タイは日本の仲介により、5月9日にフランスと東京条約を締結し、1904年と1907年にタイが割譲した領土のほとんどを自国領として併合するに至った。

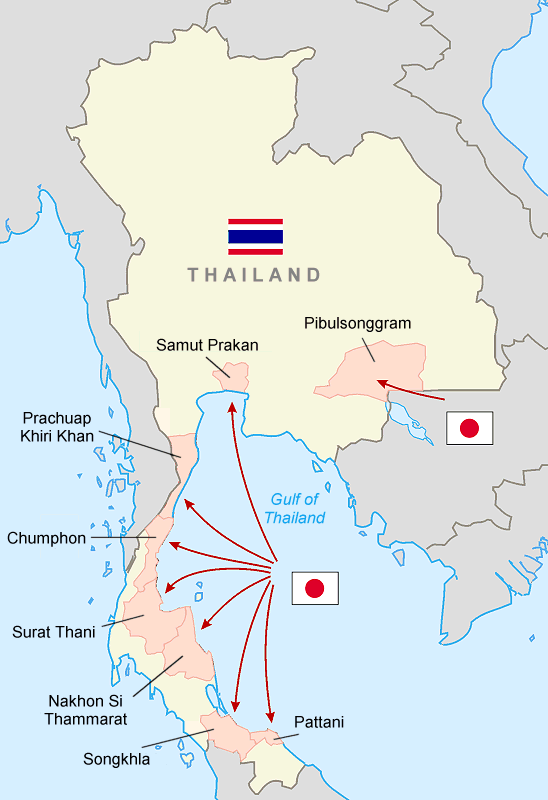
1941年12月8日の日本軍の進路

その後、1941年12月8日、イギリスやアメリカなど連合国に宣戦した日本軍が、イギリスが支配していたマレー半島へ向かい（マレー作戦）、イギリス領マラヤのコタバルと同じく、タイ南部のソンクラー（シンゴラ）やパッターニー（パタニ）に上陸した（第一次マレー上陸作戦）。タイ軍らは抗戦を開始したが、同日、タイは日本軍の通過を認めた。12月11日に日本と協定を結んだ後、日本軍の緒戦の勝利を背景に、21日には正式に日泰攻守同盟条約を締結し、日本の同盟国となった。その翌年の1942年1月8日にイギリス軍がバンコクを爆撃したのを機に、1月25日、ピブーンソンクラームはイギリスとアメリカに宣戦布告し、タイは枢軸国として参戦することとなった。
イギリス統治下のビルマに日本軍が進攻（日本軍のビルマ進攻作戦）を開始すると、タイは領土の拡大を目指して1942年5月に北部より進軍し、ビルマ東部のシャン州を占領した。また、日本軍はタイのノーンプラードゥックとビルマのタンビュザヤの延長415キロメートルを結ぶ泰緬鉄道の建設を1942年6月に着工し、翌1943年10月に開通させた。領土獲得を期待したタイは、当初、同盟を結んだ日本の過大な要求にも応じていたが、その後、タイは日本の一方的な権益拡大に対して不信を強めていった。
一方、日泰攻守同盟条約をもとに、タイが日本の同盟国になり日本軍を駐留させるのを見て、当時、駐米大使であり後に首相になるセーニー・プラーモートは、1942年3月、「自由タイ」（英: Free Thai）という抗日運動をアメリカでタイ人外交官や留学生らと組織した。この活動はイギリスのタイ人留学グループにまでおよび、イギリスは自由タイの志願者をイギリス兵として受け入れ、特殊訓練を施して情報機関員を養成した。また、タイ国内においても、ピブーンソンクラーム内閣の閣僚であるプリーディー・パノムヨン（摂政で後の首相）が抗日組織を設けて参加し、連合国側との連絡を図っていた。1943年12月-1944年1月には連合国軍の空爆が本格化し、戦局の悪化とともに、プリーディーによる自由タイ運動は活発化し、1944年7月にピブーンソンクラーム内閣が総辞職したことで、クアン・アパイウォン（在任1944-1945年〈後1946年1-3月・1947-1948年〉）の新内閣が成立した。クアン内閣は閣僚に自由タイの指導者3人が入閣するなど、急速に連合国との関係を強めたが、日本に対しては自由タイ運動の支援などないように振る舞っていた。しかし、1945年には国内各地に自由タイの軍事キャンプが、日本軍への攻撃に向けて設営されていった。

### 戦後

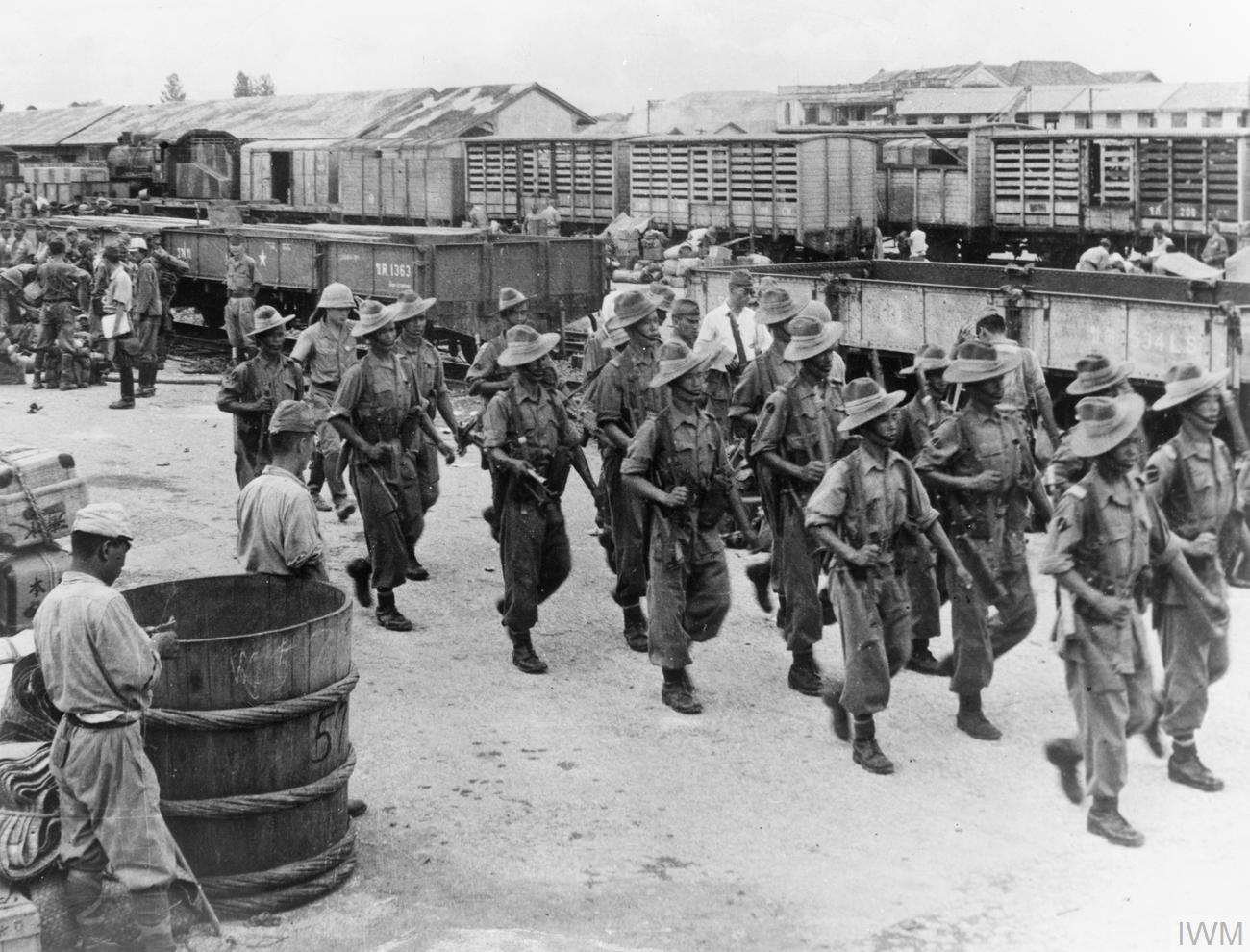
武装解除後、収容所に送られる日本兵（1945年9月、バンコク）

日本との衝突の直前に、日本が1945年8月に連合国に対して敗北すると、8月16日にプリーディーは「タイの宣戦布告は無効である」と宣言し、イギリスに対しては、日本より移管されたシャン州やマラヤの州を返還することを表明するなど、連合国との敵対関係を終結させようとした。アメリカは直接的に利害関係のないことから、8月21日、タイは日本の占領国であったとして、この宣戦無効宣言を受け入れたが、イギリスはすぐに応じず占領軍を派遣することとなった。これを考慮して、総辞職したクアン内閣に代わり、駐米大使で自由タイを組織しアメリカおよびイギリスとも関係の深いセーニー・プラーモート（在任1945-1946年〈後1975年2-3月・1976年4-10月〉）が選挙され、タウィー・ブンヤケート暫定政権の後、9月17日より首相に就いた。その間、9月2日にイギリス領インド軍2万7000人が到着し、日本軍の武装解除が進められた。その後、アメリカの支援のもとにイギリスと交渉した結果、1946年1月に宣戦布告の無効を確認し、原状復帰および領土の返還などの諸条件により平和条約が締結された。

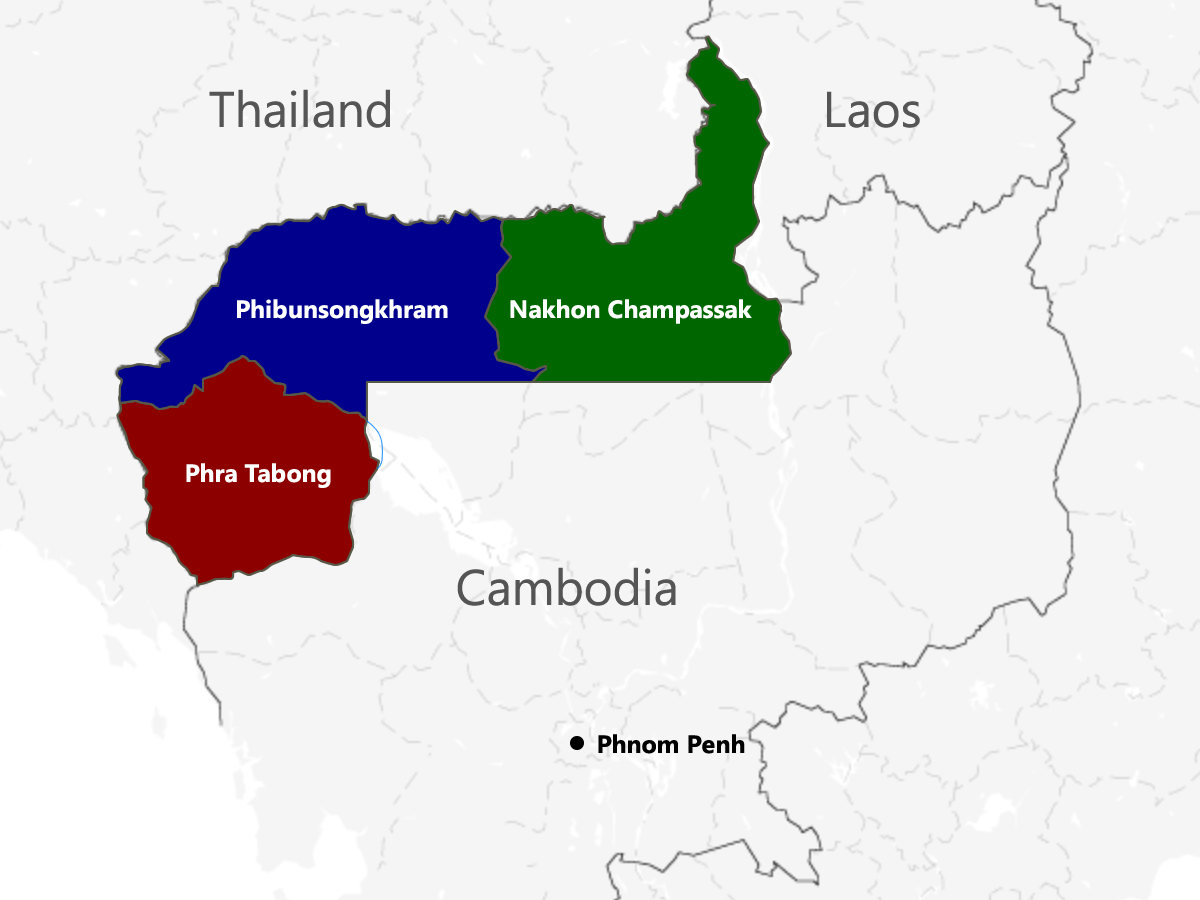
タイが1941年より併合し、戦後1946年、フランスに返還した3県
ナコーン・チャンパーサック県
ピブーンソンクラーム県
プレアタボン県

セーニー内閣がその1946年1月に退陣し、再び就任したクアン・アパイウォンが3か月で首相を辞任した後、自由タイのプリーディー・パノムヨン（在任1946年3–8月）が次の首相に就いた。一方、5月に領土の返還を求めるフランスがタイ領を攻撃し、国際社会への復帰を優先せざるを得ないタイは、1941年に併合した領土の引き渡しに応じ、ナコーン・チャンパーサック県（チャンパーサック州）、ピブーンソンクラーム県（シェムリアップ州）、プレアタボン県（バタンバン州）の3県がフランスに返還された。これにより1946年11月、フランスとも終戦協定が成立することになる。タイの領域は1909年に定められた状態に戻ったが、巧妙な政治手腕により、タイは連合国による敗戦国としての状況を早期に免れた。
1945年に成人したラーマ8世は、12月にスイスより帰国したが、1946年6月9日、額を銃弾が貫通した不可解な状況で死亡した。変死したラーマ8世に続いて18歳で即位した弟のラーマ9世（プーミポン・アドゥンヤデート、在位1946-2016年）は、タイ王国で最も長く王位に就き、タイ国民に非常に人気のある君主となった。プリーディーは、1946年5月に初めて複数政党制を認める新憲法を制定したが、8月の総選挙後に辞任し、プリーディーの後任として自由タイのタワン・タムロンナーワーサワット（在任1946-1947年）が次の首相に就いた。

### 軍事政権
1947年11月、ピブーンソンクラーム退陣以来冷遇されていた陸軍による軍事クーデターが発生し、プリーディーは国外に亡命した。1946年憲法は廃止され、暫定憲法が公布されると、対外的な配慮により民主党のクアン・アパイウォンが首相に擁立された。しかし、国軍司令官となったピブーンソンクラームは、翌1948年4月、陸軍の圧力によりクアンの辞任を余儀なくさせ、「ピブーンの復活」と呼ばれるピブーンソンクラームによる軍事政権（1948-1957年）が開始された。一方、1949年2月のプリーディーと海軍によるクーデターは失敗し、自由タイは終焉を迎えた。
1949年3月、1947年暫定憲法とほぼ同じ「永久憲法」が公布されたが、1951年6月に海軍によるクーデターを再び鎮圧するなど政情が不安定となるなか、1951年11月29日、自ら「銃声なきクーデター」（サイレント・クーデター〈ラジオ・クーデター〉）により1932年恒久憲法を復活させ、議会や政党を廃止した。
ピブーンソンクラーム政権下において警察長官であったパオ・シーヤーノンや陸軍司令官のサリット・タナラットが重用され勢力が強まると、1957年9月、「兵士団」を率いたサリットのクーデターにより、ポット・サーラシン暫定政権が誕生し、12月の総選挙によりサリットの部下（第1管区軍司令官）であったタノーム・キッティカチョーン（在任1958年1月-12月〈後1963-1973年〉）政権が成立した。その後、1958年10月にサリットが「革命」と称したクーデターを経て、サリット・タナラット（在任1959-1963年）自身による軍事政権が誕生した。サリットは国王の威信回復を図る「タイ式民主主義」を説くことで強権的支配体制を正当化し、一方、国の開発を掲げてインフラストラクチャーの整備や高い経済成長を実現した。この時期、1961年のフォードの工場を初めとして、日本からの自動車メーカーも多く進出した。1963年12月にサリットが死去すると、タノーム・キッティカチョーンが再登板し、陸軍大将であった補佐役のプラパート・チャールサティアンとともに「タノーム＝プラパート体制」と称される長期軍事政権（1963-1973年）となった。

### 冷戦
1949年に中華人民共和国が成立し、共産主義の拡大による東南アジアの冷戦期には、ベトナム（北ベトナム）およびラオス（パテート・ラーオ）、ビルマ（ビルマ式社会主義）、カンボジア（クメール・ルージュ）のような近隣諸国の共産主義革命に脅かされた。また、国内においてもタイ共産党を中心として拡大する共産主義勢力に対抗し、タイは共産主義の防波堤としてアメリカの支援を受け、東南アジア条約機構（英: Southeast Asia Treaty Organization、略称: SEATO）の一翼を担った。
ベトナム戦争ではアメリカ側に立ち、南ベトナムへの派兵（クイーンコブラ、英: Queen's Cobras、後・黒豹師団、英: Black Panthers）を行い、北ベトナム爆撃（北爆）のための供与として在タイ米空軍基地の開設も許可した。1966年4月にはウタパオ基地よりハノイに向けて爆撃機B52が進発した。タイはアメリカ軍の補給や兵の滞在のための後方基地であったため、タイは経済的に発展し、パッタヤー（パタヤ）などのリゾート開発も進んだ。ベトナム戦争が激化する中、1967年8月8日に東南アジア諸国連合（英: Association of South‐East Asian Nations、略称: ASEAN）の設立がタイのバンコクにおいて宣言された。

### 民主化運動

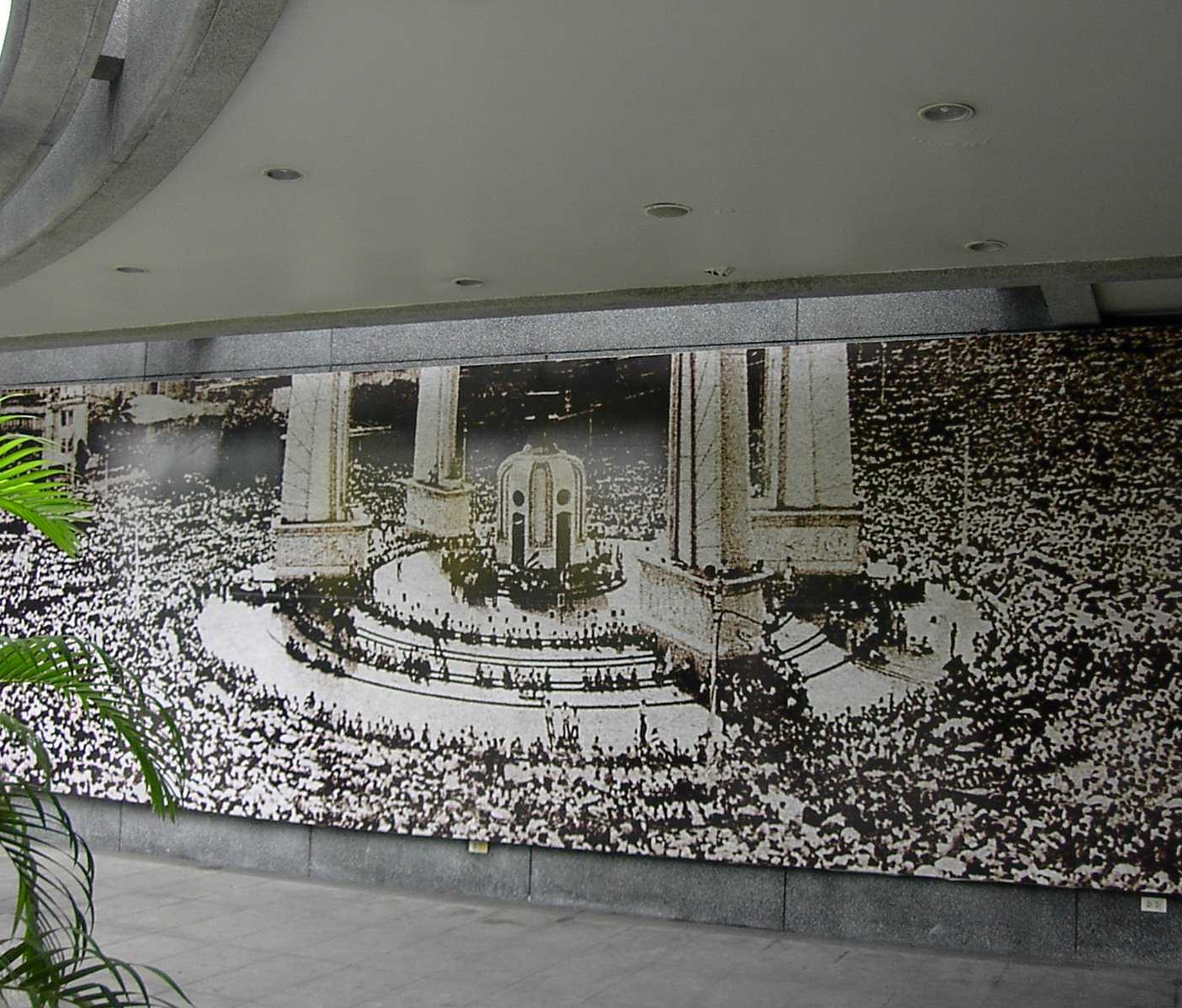
10月14日、ラーチャダムヌーン通りの民主記念塔に集結したデモの掲示（バンコク）

学生らのベトナム反戦運動を契機に、タノーム＝プラパート政権の権威主義体制に反対する勢力が次第に増すと、1973年10月14日、遂にタマサート大学からラーチャダムヌーン通りにわたり集結した40万人余りのデモ隊と衝突した警察・軍の発砲により、死者77人・負傷者444人に及ぶ大惨事が発生した。この「十月革命」とも呼ばれる血の日曜日事件（10月14日政変〈10・14政変〉）の勃発でタノームらは退陣し、国王ラーマ9世により、タマサート大学長であったサンヤー・タンマサック（在任1973-1975年）が暫定政権の首相に任命された。1974年11月に新憲法が制定され、翌1975年、セーニーの後、弟であるククリット・プラーモート（在任1975-1976年）が首相を務めた。
1975年7月にアメリカ軍がタイから撤収した後、セーニーが再登板した1976年には、学生・市民と右翼組織とが対峙して民主化運動の危機となった。8月、プラパートの一時帰国に続き、僧となったタノームの帰国が引き金となり学生運動が暴発すると、10月6日に血の水曜日事件（タンマサート大学虐殺事件）が起こり、警察・右翼集団（ヴィレッジスカウト・赤い野牛・ナワポン）らにより学生運動が弾圧され、死者46人（100-200人以上とも）・負傷者160人・逮捕者2000人余り）におよんだ。そして、軍部がクーデターを宣言すると、反共主義をとるターニン・クライウィチエン（在任1976-1977年）がしばらく首相を務めた後、再びクーデターにより軍事政権期に入ることになった。

### 調整型政治
1977年から軍最高司令官のクリエンサック・チョマナン（在任1977-1980年）による政権が敷かれ、民主化の時代は終ったが、その政治は調整型の姿勢を取り民主化勢力との調和が図られた。一方、隣国カンボジアに誕生したポル・ポト政権は、1977年よりベトナム国境で紛争をしかけ、1977年末にはベトナムと国交を断交した。その後、1978年末から1979年初頭にベトナムがカンボジアに進軍したことから、多くのカンボジア難民がタイに逃れた。同じく1979年にはベトナムからのボートピープルも急増した。
次いで、陸軍司令官であったプレーム・ティンスーラーノン（在任1980-1988年）政権時代は｢半分の民主主義」などと称されるように、サリットのタイ式民主主義と同様、国王や軍の存在を前提としつつも議会制民主主義を重視し、タイ共産党勢力とも調整を図った。これにより2回の軍部急進派によるクーデター未遂事件などがあったものの比較的平穏であり、経済成長への道筋をつけた。ただし、ラオスとの国境においては、1980年6月14日、メコン川を挟んだタイ・ラオスの国境警備隊の間にて銃撃事件が発生したことより、タイは解除に動きつつあった国境封鎖に対して、再び歯止めをかけた。加えて1984年5月には、ラオスのサイニャブーリー県とタイのウッタラディット県の狭間に位置するラオス領の3つの村をタイ国軍が不法に占拠しているとして、領土権を巡る国境紛争が勃発した（三村事件）。タイは同年10月15日、国軍が撤兵したとの声明を発表し、三村事件は一旦沈静化した。その後、1987年12月に再びタイ・ラオス国境付近で両軍が衝突し、翌1988年2月まで戦闘状態に陥ったが、両国代表団により和平交渉が実施され、停戦協定が結ばれた。

### 文民政権
1988年7月の総選挙で第一党となった国民党（タイ民族党）のチャートチャーイ・チュンハワン（在任1988-1991年）政権は、1976年の第3次セーニー内閣以来の文民政権であったが、好景気とともに政治的実業家による利権政治が蔓延した。一方、軍の権益を軽視したことにより、1991年2月23日に陸軍司令官スチンダー・クラープラユーンらが軍事クーデターを起こし、チャートチャーイは失脚したが、プレーム政権以来の民主化の定着やクーデター後の対外的な配慮などにより、外交官出身のアナン・パンヤーラチュン（在任1991-1992年）が推薦され、暫定政権として3月6日、一時文民政権が誕生した。

#### 暗黒の5月事件

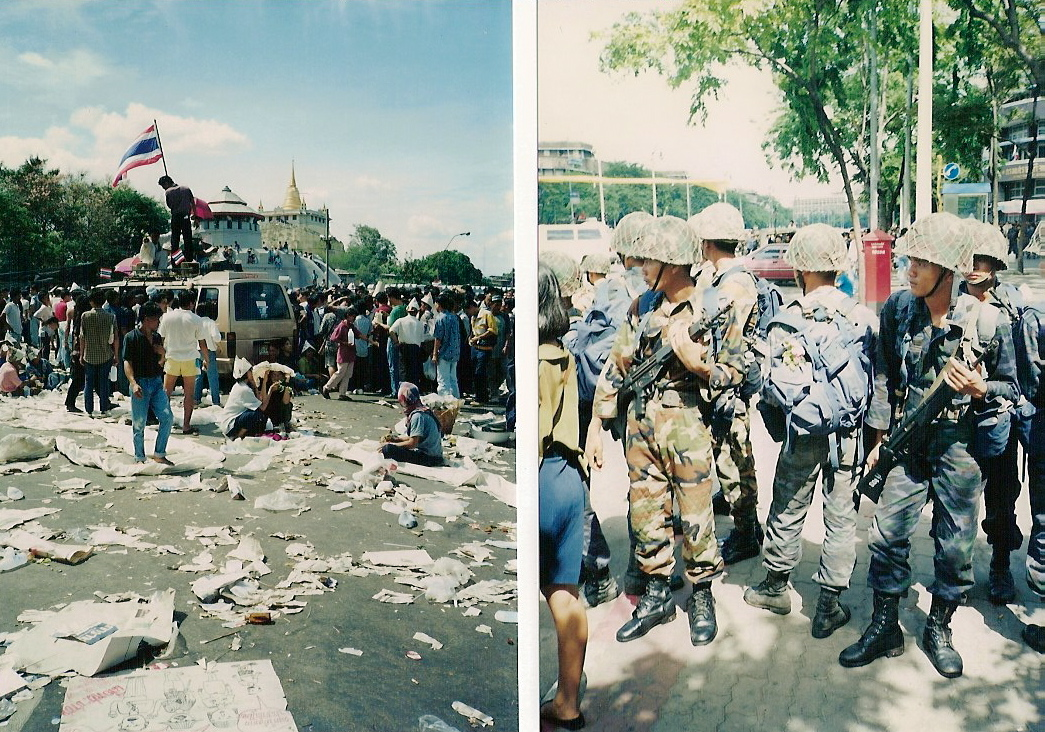
1992年暗黒の5月事件（5月流血事件）の抗議デモと軍隊

アナン政権によりクーデター後も経済は順調に推移したが、1992年4月7日、首相に就任しないと明言していたスチンダー・クラープラユーン（在任1992年4-5月）が首相に就き、新政権の成立したことに国民は反発し、4月下旬には辞任を要求する大規模運動に発展した。その後、5月17日の抗議デモにおいて40万人余りにのぼる群集に対し、ラーチャダムヌーン通りで衝突した軍・警察が、5月18日から19日にかけて発砲し、3日間で死者53人・負傷者759人に及ぶ暗黒の5月事件（5月流血事件）が発生した。これによりスチンダーは首相を辞任して、アナンが暫定政権の首相に復帰し、文民政権の樹立に繋がった。
1992年9月の総選挙において、旧野党の民主党が躍進し、チュワン・リークパイ（在任1992-1995年〈後1997-2001年〉）内閣となると、チュワンは王制を堅持する民主主義を唱えた。1995年7月、国民党のバンハーン・シラパアーチャー（在任1995-1996年）が首相に就いた後、1996年11月には新希望党のチャワリット・ヨンチャイユット（在任1996-1997年）が首相となり、1997年7月からの通貨危機のなか、同年9月に新憲法が可決され翌10月に公布された後、経済危機により11月に辞職したチャワリットに代わり、民主党のチュワンが再び就任した。

#### タクシン体制
2001年、経済情勢がいまだ通貨危機の影響にあるなか、新憲法のもとで総選挙が行われ、1998年にタイ愛国党を創設した中国系タイ人のタクシン・シナワット（在任2001-2006年）による新政権が2001年2月に誕生した。タイが先進国となることを目指した実業家のタクシンは「国は企業であり、首相は国の最高経営責任者（英: Chief executive officer、略称: CEO）である」として、権力集中による強権的な政治運営を行ったが、一連の経済政策の成果などにより、2005年2月の総選挙においてタイ愛国党が圧勝した。

## 政治混乱

### 2006年クーデター

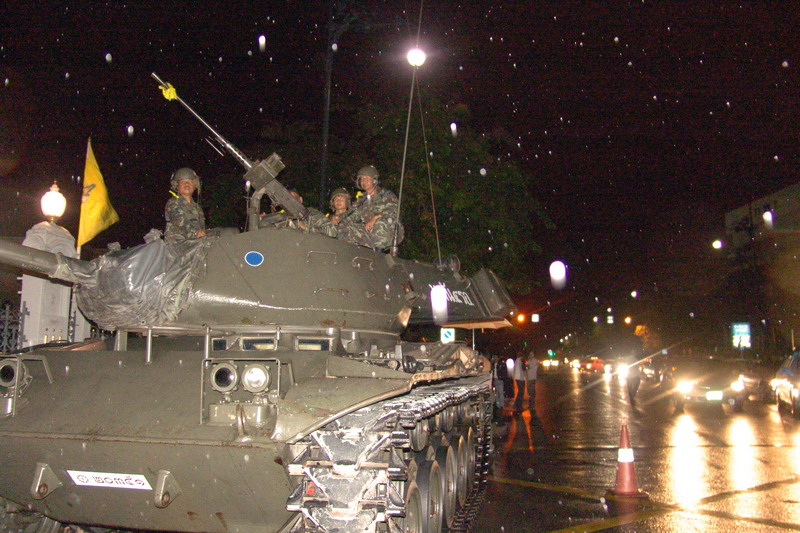
2006年クーデターの戦車部隊（9月19日）

2006年1月、首相タクシン一族の不正蓄財疑惑が発端となり、国玉慶賀（在位60年）による「黄色のシャツ」を着た反タクシン運動が拡大すると、翌2月には民主市民連合（英: People's Alliance for Democracy、略称: PAD）が結成され、集会の規模は一時10万人余りとなった。タクシンは国会の解散と総選挙により一時首相の座を離れたが、再び暫定首相として復帰することに批判が高まり、一方、軍内でも反タクシン派が勢力を争い、事態が膠着するなか、タクシンが国際連合総会のためタイを離れていた9月19日に軍事クーデターが起こった。クーデターより12日後の10月1日には暫定憲法が公布され、陸軍総司令官であったスラユット・チュラーノン（在任2006-2008年）が首相に指名された。これ以降、タイではデモや暴動が相次ぎ、政治混乱が続くことになる。

### 2008年政治危機

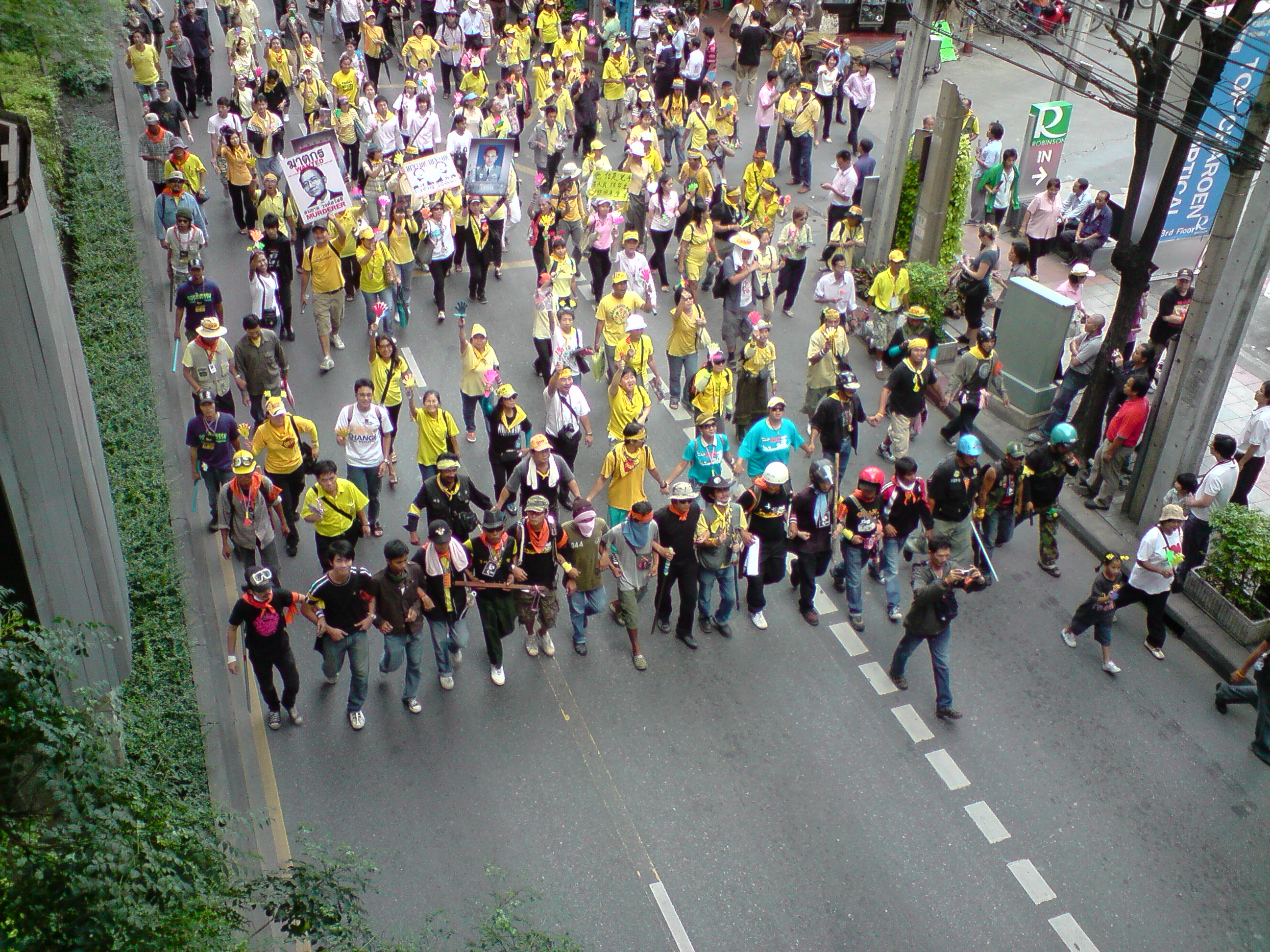
民主市民連合 (PAD) の抗議集会（2008年8月）

2007年12月の総選挙により、2008年2月に「タクシンの代理人」を標榜するサマック・スントラウェート（在任2008年2月-9月）内閣が成立すると、2月28日、元首相タクシンが帰国した。民主市民連合 (PAD) は反タクシン運動を再開し、8月26日にはサマックの退陣を求める大規模活動を行い、首相府などを占拠した。これに対してタクシン支持派の反独裁民主戦線（英: United Front of Democracy Against Dictatorship、略称: UDD）らは「赤色のシャツ」を着て民主市民連合 (PAD) に対抗し、9月2日の衝突においては政権派1人が死亡した。
9月9日、憲法裁判所の判決によりサマックは失職し、次いでタクシンの妹ヤオワパー・ウォンサワットの夫であり副首相であったソムチャーイ・ウォンサワット（在任2008年9-12月）が就任したが、その所信表明演説が行われる10月7日、民主市民連合 (PAD) は前夜より国会を包囲し、議員の入構を阻止した。警察はデモ隊に催涙弾を撃ち、衝突は死者2人・負傷者500人余りの惨事となった。この「10月7日事件」の後、民主市民連合 (PAD) は11月25日、スワンナプーム国際空港を占拠するという過激行動を起こしたが、12月2日、憲法裁判所が与党3党（国民の力党・国民党・中道主義党）に解党およびソムチャーイらに失職を命じたことで終結した。

### 2009年政情不安
ソムチャーイ政権の崩壊後、民主党のアピシット・ウェーチャチーワ（在任2008-2011年）が首相に選出されたが、今度は反独裁民主戦線 (UDD) がアピシットの所信表明を妨害し、2009年初頭より反政府集会を繰り返し実施した。3月末の2万人の集会では元首相タクシンが動画で演説し、さらに4月11日にはパッタヤー（パタヤ）で開催予定であった東アジアサミットの会場に乱入した。その後、バンコクでもデモ隊が暴動を起こしたことで軍が制圧を行い、負傷者100人以上となる事態が発生した。

### 2010年反政府デモ

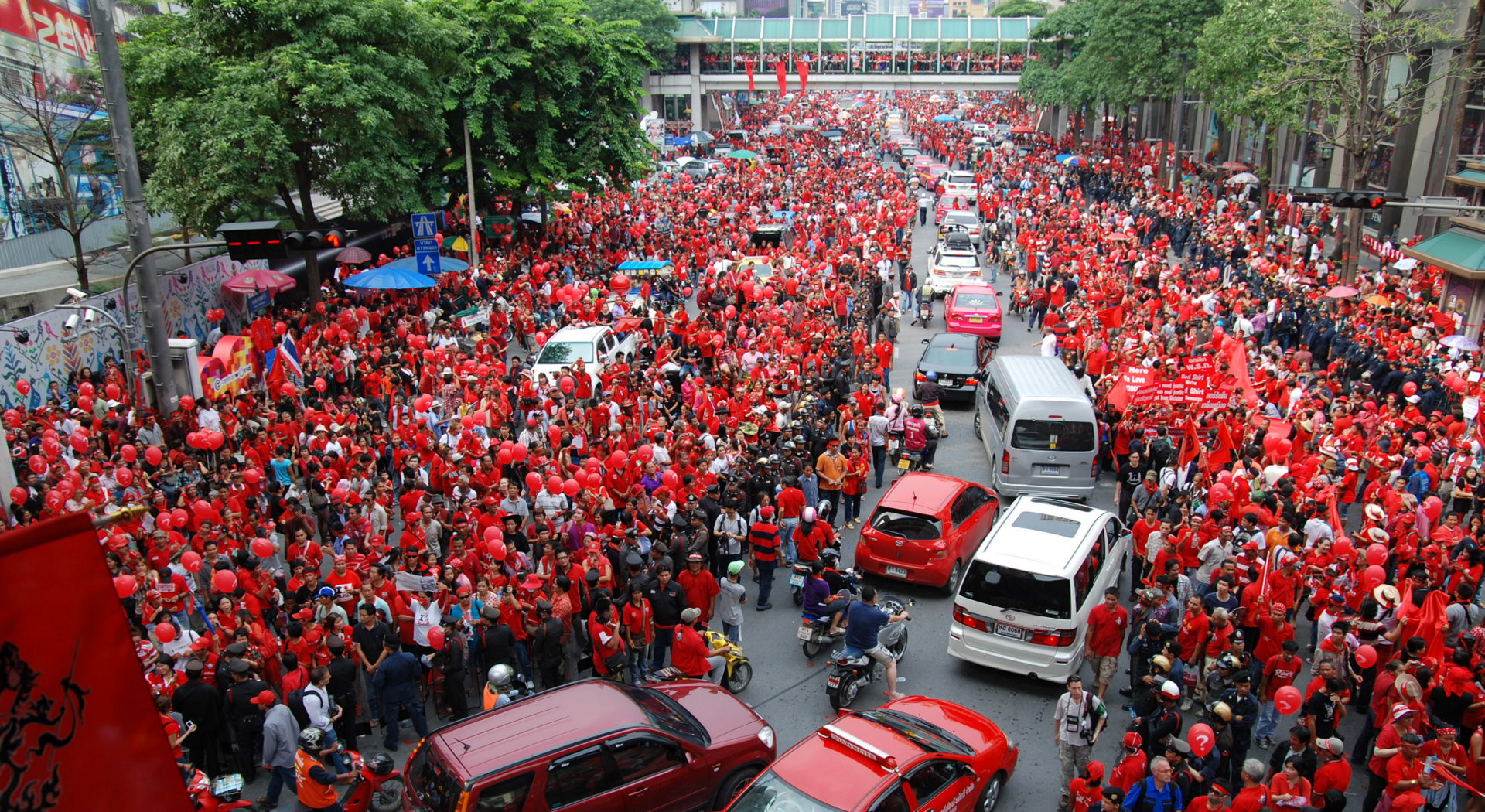
5月19日の反独裁民主戦線 (UDD) 弾圧に対する記念集会（2010年9月19日、バンコク）

2010年、タクシン不正蓄財の没収判決を不当として、議会の解散と総選挙の実施を求める反独裁民主戦線 (UDD) の抗議活動が3月より再び活性化すると、3月14日にバンコクの大通りを占拠し、4月3日にはデモ隊が都心の商業地区一帯を占拠する事態となり、その後さらに拡大すると、治安部隊との衝突により4月10日、日本人カメラマンを含む死者25人・負傷者800人以上の大惨事となった（暗黒の土曜日）。
4月22日には砲弾6発により一般市民1人が死亡・100人近くが負傷した。その後、5月13日には反独裁民主戦線 (UDD) 幹部1人が狙撃されたことでデモ隊との衝突が悪化したが、5月19日、治安部隊突入による抗戦の後、反独裁民主戦線 (UDD) はデモ解散を宣言した。この2か月余りに及ぶ反政府デモと治安部隊による犠牲者は、死者90人以上・負傷者2100人以上にのぼった。

### タイ洪水
2011年、タクシンの妹インラック・シナワット（在任2011-2014年）がタイ史上初の女性の首相となると混乱は一時終息したかに見られた。しかし、8月のインラックの就任後すぐにタイ洪水という未曽有の危機に見舞われることとなった。9月下旬、チャオプラヤー川より平野部に氾濫した流水は中部より次第に南下し、10月4日にアユタヤ県のサハラッタナナコーン工業団地、9日にローヂャナ工業団地、17日にはパトゥムターニー県のナワナコーン工業団地が浸水するなど、合計7か所の工業団地が水没した。また、洪水対策センターを置くドンムアン空港が浸水する事態になったほか、水による感電死の多発により死者はタイ全土で800人以上を数え、洪水の被災者は26都県で200万人以上に及んだ。

### プレアヴィヒア紛争
タイとカンボジアの国境地域に位置するプレアヴィヒア寺院（プラーサート・プラウィハーン）遺跡が2008年7月、カンボジアにより国際連合教育科学文化機関（ユネスコ、UNESCO）の世界遺産に登録されたことから、この寺院遺跡のある高台一帯を巡るタイとカンボジアの領域紛争が再燃した。両国軍が国境地域で対峙し、2008年10月より散発した戦闘による死傷者は数十人におよんだ。2009年6月に首相アピシットがプレアヴィヒア寺院の世界遺産登録の見直しを求めたほか、2010年にはさらに紛争地域が拡大した。この2010年に後の首相となるプラユット・チャンオチャが陸軍司令官に就任している。2011年7月、国際司法裁判所（英: International Court of Justice、略称: ICJ）が国境地域からの撤退を両国に命じ、インラックが首相に就任した後、同年12月、両国は同時撤退に合意した。その後、2013年11月に国際司法裁判所が1962年に次ぎ、プレアヴィヒア寺院一帯をカンボジア領としたことにより、一応の治まりを見せた。

### 2013年反政府デモ
2013年11月、タクシンの恩赦を可能とするタイ貢献党議員による法案の強行採決が図られると、民主党は猛反発し、反タクシン派以外も多くがこれに抗議して反政府デモは勢いを強めた。この世論の反発により法案は否決されたが、抗議デモを開催し、アピシット政権では副首相であったステープ・トゥアクスパンは、インラック政権の打倒およびタクシン体制の根絶を訴える大規模デモの続行を宣言し、その後の財務省の占拠をはじめ政府機能に向けて過激なデモを強行した。12月9日、インラックは即時解散・総選挙を発表したがデモは止まらず、25万人が首相府周辺に集結した。12月26日には総選挙の妨害を図るデモ隊との衝突により、死者2人・負傷者150人余りとなった。翌2014年1月13日には、「バンコク封鎖」（英: Bankok Shutdown）と称して、デモ隊が都心部の主要7か所の交差点を占拠する事態となった。2月2日に総選挙が強行されたが、各地のデモ隊の妨害などにより、それは有名無実なものであった。憲法裁判所は3月21日、この総選挙の無効を決定した。

### 2014年クーデター
2014年5月7日、インラックは政府高官人事の違憲判決により失職し、ニワットタムロン・ブンソンパイサンが首相代行に就任したが、5月22日には国軍が再び立憲革命以降19回目のクーデターを起こした。軍が全権を掌握し暫定政権を立てた後、8月には最高権力者である陸軍司令官プラユット・チャンオチャ（在任2014年-）が首相に就いた。
2016年10月13日、王ラーマ9世（在位70年）が88歳で死去し、その後、64歳のワチラーロンコーンがラーマ10世（在位2016年-）として新国王に即位した。2017年4月に新憲法が公布されると、2019年3月の総選挙を経て、プラユットが継続して首相に就き、7月には新政権が発足した。